# 26. Februar
Der 26. Februar ist der 57. Tag des gregorianischen Kalenders, somit bleiben 308 Tage (in Schaltjahren 309 Tage) bis zum Jahresende.

## Ereignisse

### Politik und Weltgeschehen
- 0364: Valentinian I. wird neun Tage nach dem Tod Jovians von den Truppen zum römischen Kaiser proklamiert.

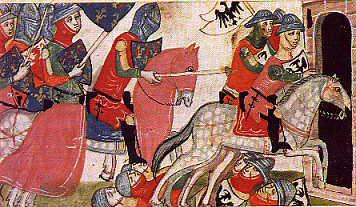
1266: Schlacht bei Benevent

- 1266: Karl von Anjou, den Papst Clemens IV. insgeheim mit Sizilien als päpstlichem Lehen ausgestattet hat, siegt in der Schlacht bei Benevent, bei welcher König Manfred von Sizilien zu Tode kommt.
- 1376: Während eines Turniers zur Fasnacht auf dem Münsterplatz in Basel, das der habsburgische Herzog Leopold III. von Habsburg ausrichten lässt, kommt es zu einem Tumult, bei dem mehrere Ritter getötet und zahlreiche Adlige gefangen gesetzt werden. Die „Böse Fasnacht“ führt danach zu schweren Sanktionen gegen die Stadt.
- 1548: Admiral Piri Reis erobert die von den Portugiesen besetzte jemenitische Stadt Aden für das Osmanische Reich.
- 1558: Ferdinand I. wird durch den Frankfurter Kurfürstentag die Kaiserwürde übertragen. Sein Bruder Karl V. hatte hierauf bereits am 23. August 1556 verzichtet.
- 1631: Der Leipziger Konvent tritt zusammen. Auf Initiative des sächsischen Kurfürsten Johann Georg I. sollen die protestantischen Reichsstände Bedingungen zur Beendigung des Krieges im Reich debattieren.

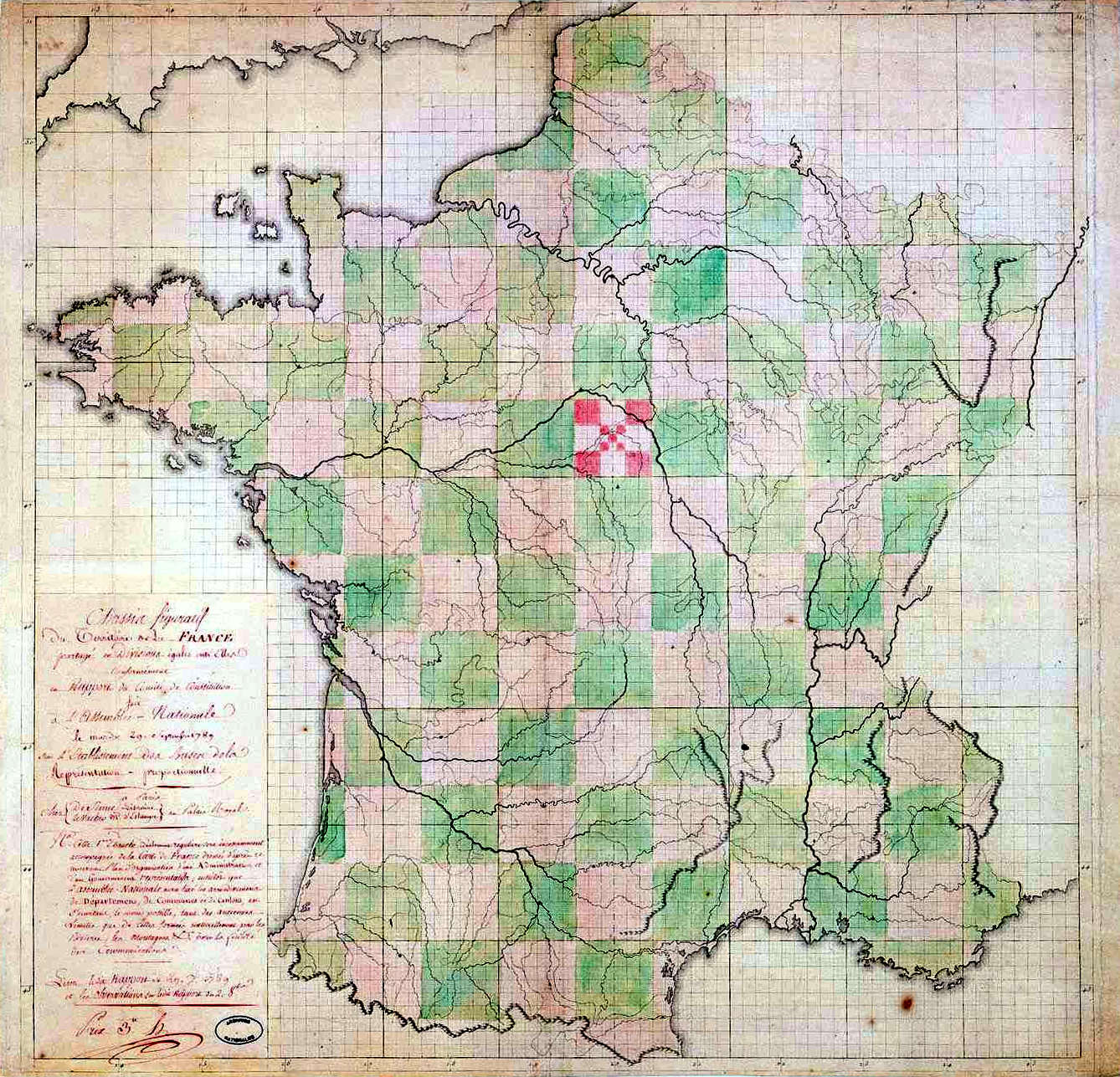
1790: Départements (einer der Vorschläge zur Einteilung)

- 1790: Durch ein Gesetz der französischen Nationalversammlung wird Frankreich in 80 neue Verwaltungseinheiten (Départements) eingeteilt.
- 1815: Napoleon Bonaparte verlässt seinen Verbannungsort auf Elba und macht sich auf den Weg nach Frankreich, um dort neuerlich die Herrschaft anzutreten.
- 1849: Die nach der Preußischen Verfassung von 1848 neu berufenen Kammern des Landtags, das Abgeordnetenhaus und das Herrenhaus, kommen zu ihrer ersten Sitzung zusammen.
- 1861: Kaiser Franz Joseph I. erlässt das Februarpatent als Verfassung für die gesamte österreichische Monarchie. Es löst das Oktoberdiplom aus dem Vorjahr ab und regelt die Gesetzgebung zwischen dem Kaiser und den zwei Kammern des Reichsrates.
- 1871: Otto von Bismarck für das Deutsche Reich und Adolphe Thiers für Frankreich schließen den Vorfrieden von Versailles. Der Deutsch-Französische Krieg wird endgültig einige Wochen später im Frieden von Frankfurt beendet.

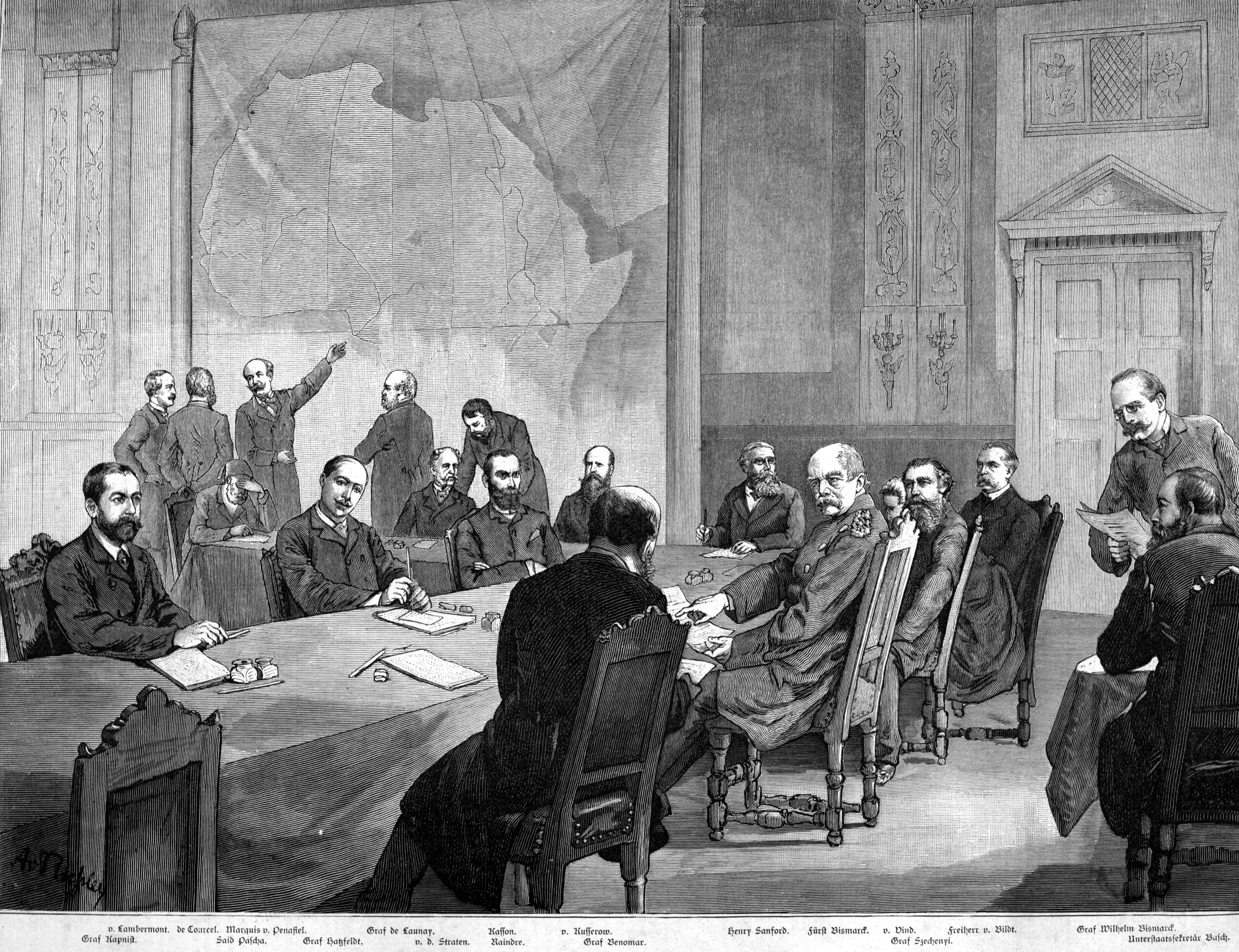
1885: Berliner Kongokonferenz

- 1885: Die Berliner Afrikakonferenz bestätigt den Kongo-Freistaat als Privatbesitz der Kongogesellschaft und damit Leopolds II. von Belgien und regelt die Kolonialisierung Afrikas. Die Flüsse Niger und Kongo werden für die Schifffahrt freigegeben und das Verbot des Sklavenhandels wird international festgelegt.
- 1924: In München beginnt der Hochverratsprozess gegen Adolf Hitler und Erich Ludendorff wegen des fehlgeschlagenen Hitler-Ludendorff-Putsches.
- 1935: Trotz des auf Grund des Versailler Vertrags geltenden Verbots befiehlt Adolf Hitler seinem Luftfahrtminister Hermann Göring den Aufbau einer Luftstreitkraft für das Deutsche Reich.

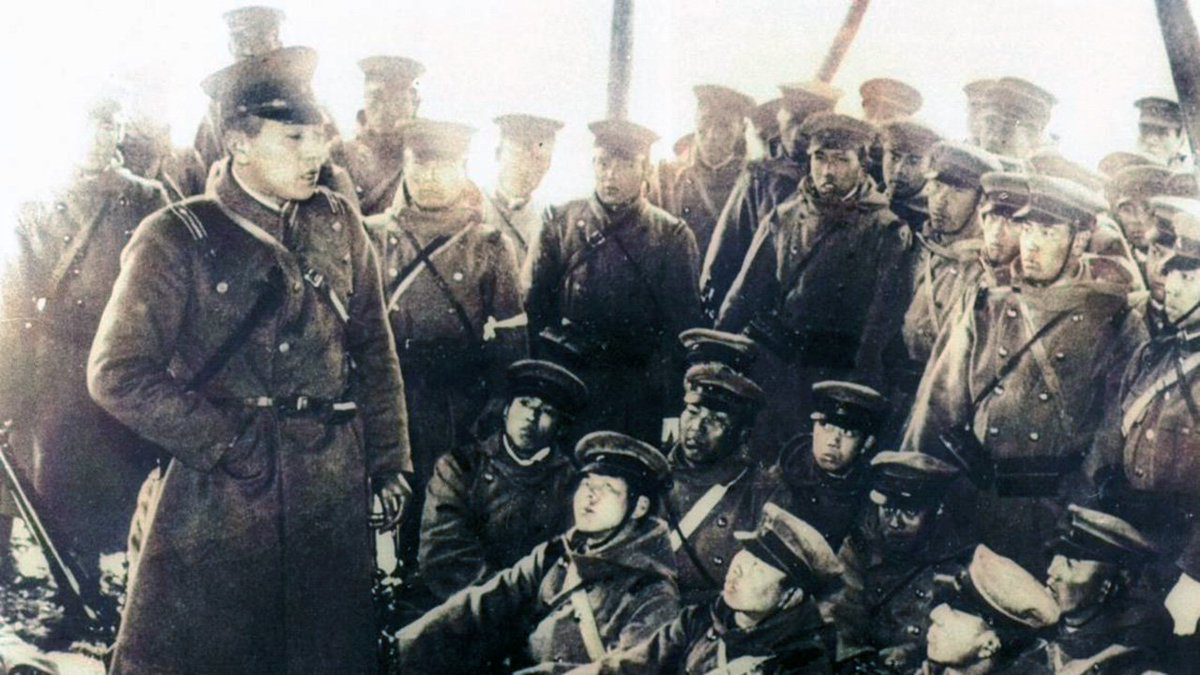
1936: Aufständische Truppen am 26. Februar

- 1936: Während eines Putschversuchs in Tokio durch Angehörige der Partei Kōdō-ha besetzen 1.400 Offiziere das Parlament, das Kriegsministerium und die Hauptquartiere der Polizei. Der Aufstand wird bis zum 29. Februar niedergeschlagen.
- 1942: Nachdem Josef Römer unter Folter dessen Namen preisgegeben hat, wird der Widerstandskämpfer Nikolaus Christoph von Halem unter dem Verdacht verhaftet, ein Attentat auf Adolf Hitler geplant zu haben.
- 1954: Der ägyptische Ministerpräsident Gamal Abdel Nasser stürzt Staatspräsident Muhammad Nagib, stellt diesen unter Hausarrest und übernimmt selbst dessen Amt.
- 1961: Durch den Tod seines Vaters Mohammed V. wird Hassan II. neuer König in Marokko. Am 3. März vollzieht der Herrscher die Thronbesteigung.
- 1976: Eine Versammlung saharauischer Stammesfürsten stimmt einer Aufteilung der Westsahara zugunsten Marokkos und Mauretaniens zu.

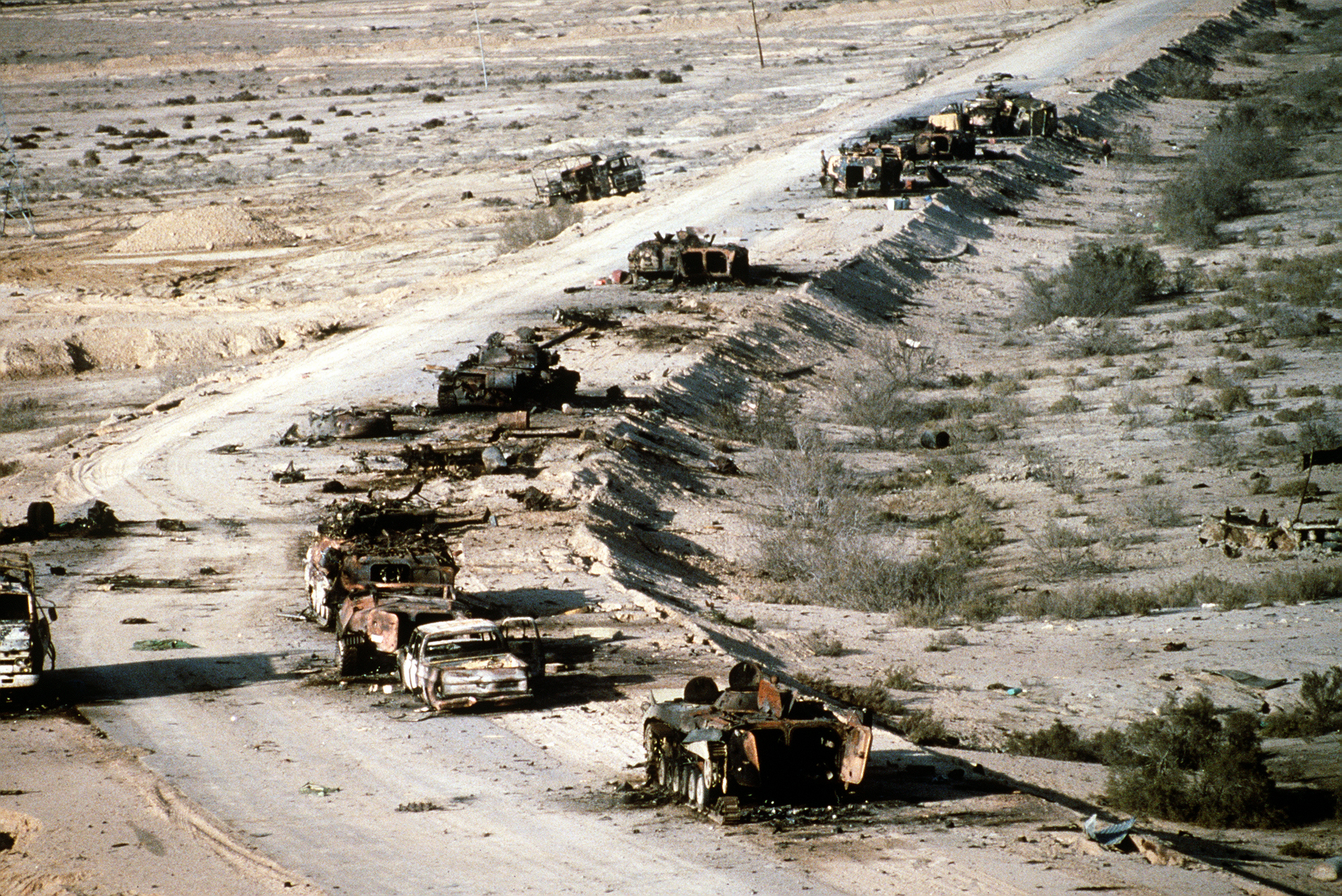
1991: Der „Highway of Death“

- 1991: Während des Zweiten Golfkrieges bombardieren alliierte Flugzeuge in der Nacht zum 27. Februar den Konvoi der irakischen Truppen, die sich aus Kuwait zurückziehen. Unter den Todesopfern befinden sich auch zahlreiche Zivilisten. Die Straße von Kuwait nach Basra erhält später die Bezeichnung Highway of Death.

1993: Lage des WTCs

- 1993: Islamistische Terroristen verüben einen Bombenanschlag auf das frühere World Trade Center (1973–2001) in New York. Bei der Explosion der Sprengladung in der Tiefgarage des Nordturms werden sechs Menschen getötet und Hunderte verletzt.
- 1997: Die Trauerfeier von Deng Xiaoping mit etwa 10.000 geladenen Gästen wird in der Volksrepublik China im ganzen Land übertragen.
- 2001: Der am 11. Dezember des Vorjahres beschlossene Vertrag von Nizza, der die Erweiterung der EU betrifft, wird unterzeichnet.
- 2004: Staatspräsident Boris Trajkovski von Mazedonien stirbt bei einem Flugzeugabsturz.
- 2004: Das Europäische Parlament erkennt die Deportation von Tschetschenen und Inguschen 1944 als Völkermord an.
- 2007: Der Internationale Gerichtshof (IGH) der Vereinten Nationen in Den Haag urteilt in einer Grundsatzentscheidung zum Massaker von Srebrenica, dass Serbien im Bosnienkrieg seiner Verpflichtung, einen Völkermord zu verhindern, nicht nachgekommen ist, sich jedoch nicht selbst des Völkermords schuldig gemacht hat.
- 2007: Nach einem mehrtägigen Generalstreik und gewalttätigen Auseinandersetzungen in Conakry, der Hauptstadt Guineas, ernennt Staatspräsident Lansana Conté im Rahmen eines Abkommens mit der Gewerkschaft Lansana Kouyaté zum Premierminister. Dem neuen Kabinett gehören erstmals keine Vertrauten des seit 1984 regierenden Präsidenten an.

2020: Logo des Gedenktages

- 2020: Der ukrainische Präsident Wolodymyr Selenskyj unterzeichnet ein Dekret, das den 26. Februar als nationalen Gedenktag einführt.
- 2020: Das deutsche Bundesverfassungsgericht erklärt die Strafbarkeit der geschäftsmäßigen Förderung der Selbsttötung (§ 217 deutsches Strafgesetzbuch) für verfassungswidrig.[1]

### Wirtschaft
- 1797: Die Bank von England wird von ihrer Verpflichtung befreit, ihre Banknoten gegen Gold einzutauschen; die bank-restriction beginnt und wird bis 1821 anhalten.
- 1834: Johann Sebastian Staedtler teilt in einer Zeitung Handel und Künstlern mit, dass er einen erfundenen Farbstift auf Ölkreide-Basis anbieten könne, der sich von herkömmlichen Rötelstiften vorteilhaft abhebe.
- 1870: Hanseatische Kaufleute, Merchant Banker und Privatbankiers, unter anderem M.M.Warburg & CO, gründen in Hamburg die Commerz- und Disconto-Bank, die heutige Commerzbank.
- 1974: Norwegen gibt die Entdeckung des Ölfelds Statfjord in der Nordsee bekannt.
- 1995: Fehlspekulationen und Manipulationen ihres Wertpapierhändlers Nick Leeson in Singapur führen zum Bankrott der renommierten Investmentbank Barings. Sie kann Zahlungsverpflichtungen von 1,4 Milliarden US-Dollar aus Derivatgeschäften nicht erfüllen.

### Wissenschaft und Technik
- 747 v. Chr.: Nach Angaben des griechischen Wissenschaftlers Claudius Ptolemäus beginnt die Regierungszeit des babylonischen Königs Nabû-naṣir unter assyrischer Oberherrschaft. Die babylonische Mathematik wird von der Nabonassarschen Zeitrechnung mitgeprägt und auf Tontafeln festgehaltene Himmelsereignisse lassen sich nach ihr zeitlich ordnen.
- 1846: Der Däne Theodor Brorsen entdeckt einen Kometen mit kurzer Umlaufdauer in unserem Sonnensystem, der seinen Namen erhält. Der Komet Brorsen (1846 III) wird letztmals im Jahre 1879 beobachtet.

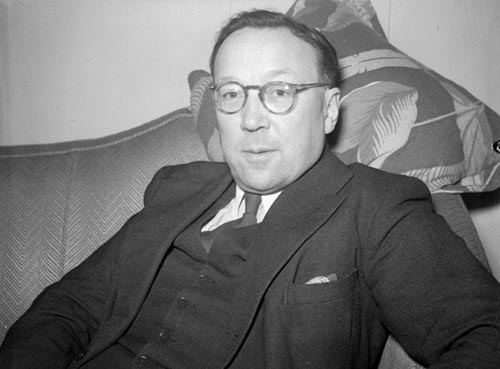
1935: Robert Watson-Watt

- 1935: Robert Watson-Watt und Arnold Wilkins führen auf Basis ihres Berichts Erkennen und Orten von Flugzeugen durch Funk in der Nähe von Daventry den ersten Feldversuch mit Radar durch.
- 1948: Die Max-Planck-Gesellschaft wird als Nachfolgeorganisation der Kaiser-Wilhelm-Gesellschaft in Göttingen gegründet.
- 1949: Auf der Carswell Air Force Base bei Fort Worth in Texas startet die Lucky Lady II  zum ersten erfolgreichen Nonstopflug um die Erde.

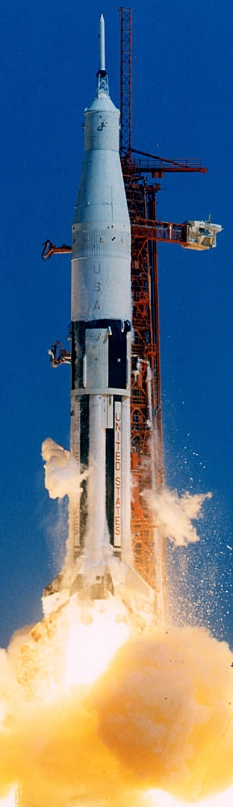
1966: Start von AS-201

- 1966: Drei Tage später als geplant startet das unbemannte Apollo-Raumschiff der NASA erstmals zu einem Testflug, der Mission AS-201.
- 1981: TGV-Einheit PSE 16 erreicht auf der Schnellfahrstrecke Paris–Lyon 380 km/h und bricht damit den seit 1955 währenden, ebenfalls französischen Weltrekord von 331 km/h.
- 2008:  Auf Spitzbergen wird die weltweite Saatgutbank Svalbard Global Seed Vault eingeweiht.

### Kultur
- 1775: Nachdem er es gestrafft und auf vier Akte reduziert hat, wird Pierre Augustin Caron de Beaumarchais’ Theaterstück La Précaution inutile ou le Barbier de Séville (Die unnütze Vorsicht oder Der Barbier von Sevilla), das am 23. Februar durchgefallen ist, zu einem triumphalen Erfolg.
- 1784: Im Theater von Schloss Eszterházy in Esterház findet die Uraufführung der Oper Armida von Joseph Haydn statt. Das Libretto wurde vermutlich von Nunziato Porta zusammengestellt. Es basiert auf Torquato Tassos Epos Das befreite Jerusalem.

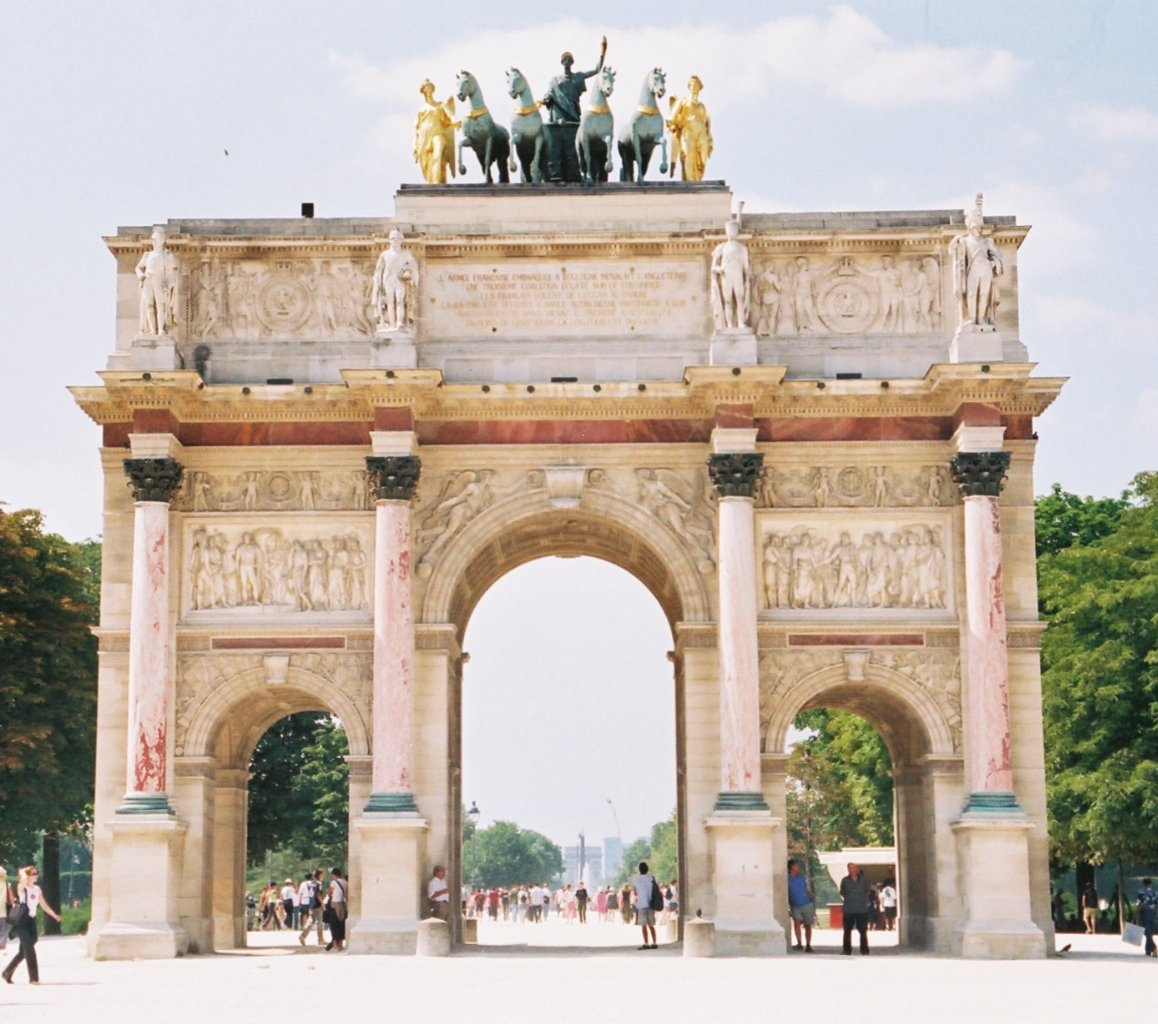
1806: Arc de Triomphe du Carrousel

- 1806: Kaiser Napoléon I. erteilt den Auftrag zum Bau eines Triumphbogens in Paris. Für den Arc de Triomphe du Carrousel steht der Konstantinsbogen in Rom Pate.
- 1893: De Waber, die Dialektfassung von Gerhart Hauptmanns sozialem Drama Die Weber, wird am Neuen Theater Berlin in privatem Rahmen uraufgeführt.
- 1899: Am Hoftheater in Schwerin erfolgt die Uraufführung der Oper Der Pfeifertag von Max von Schillings.
- 1900: Im Königlichen Dramatischen Theater Stockholm wird die Komödie Rausch von August Strindberg uraufgeführt.
- 1901: Thomas Manns Gesellschaftsroman Buddenbrooks wird in zwei Bänden vom S. Fischer Verlag veröffentlicht.
- 1910: Am Wilhelm-Theater in Magdeburg wird die Operette Die keusche Susanne von Jean Gilbert uraufgeführt.
- 1917: Die Original Dixieland Jass Band nimmt für die Victor Talking Machine Company erstmals Jazz-Musik auf Platte auf. Der Livery Stable Blues und der Dixie Jass Band One Step werden zu einem Millionenerfolg.

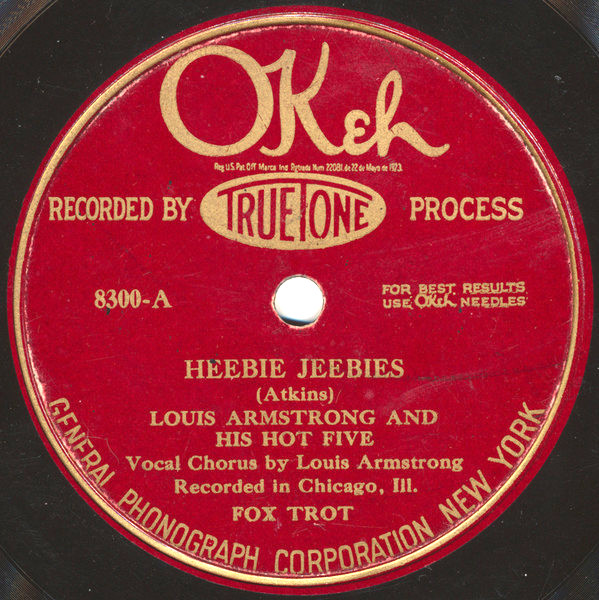
1926: Heebie Jeebies

- 1926: Geschichte des Jazz: Louis Armstrong and His Hot Five spielen beim Plattenlabel Okeh Records den Song Heebie Jeebies ein.
- 1935: Die bereits 1855 komponierte Sinfonie C-Dur von Georges Bizet wird in Basel unter der Leitung von Felix Weingartner uraufgeführt.
- 1948: Walter Oehmichen eröffnet mit dem Märchen vom gestiefelten Kater die Augsburger Puppenkiste.

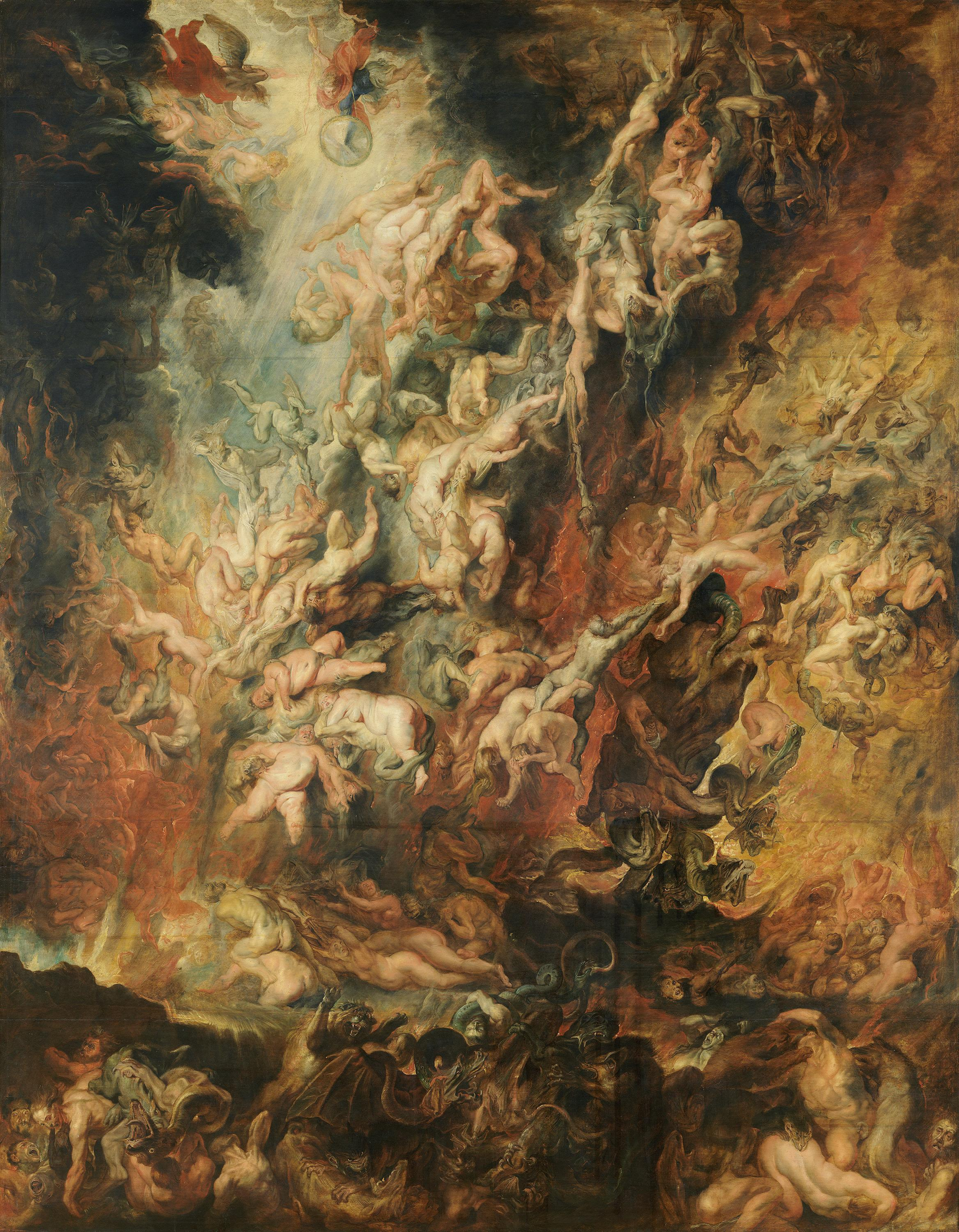
1959: Der Höllensturz der Verdammten

- 1959: Auf das Gemälde Der Höllensturz der Verdammten von Peter Paul Rubens in der Alten Pinakothek in München wird ein Säureattentat verübt.
- 1959: Am Nationaltheater Mannheim wird das Schauspiel Der Schulfreund von Johannes Mario Simmel uraufgeführt.
- 1969: Der Film Z, ein Politthriller des Regisseurs Costa-Gavras, wird erstmals in Frankreich aufgeführt.
- 1971: Vom Schweizer Büchersammler Martin Bodmer wird per Stiftungsurkunde das Literaturmuseum Bibliotheca Bodmeriana in Cologny geschaffen.
- 1996: Regisseur Ang Lee wird bei der Berlinale für seinen Film Sinn und Sinnlichkeit nach dem Roman von Jane Austen mit dem Goldenen Bären ausgezeichnet.

### Religion
- 0386: Eine im Codex Theodosianus gesammelte Regelung untersagt den Handel mit Märtyrergebeinen. Sie wird in den folgenden Jahrhunderten wenig beachtet.
- 1870: In einer Vorlesung in London definiert der Religionswissenschaftler Friedrich Max Müller aus europäischer Sicht acht Glaubensgemeinschaften als Buchreligionen.

### Katastrophen

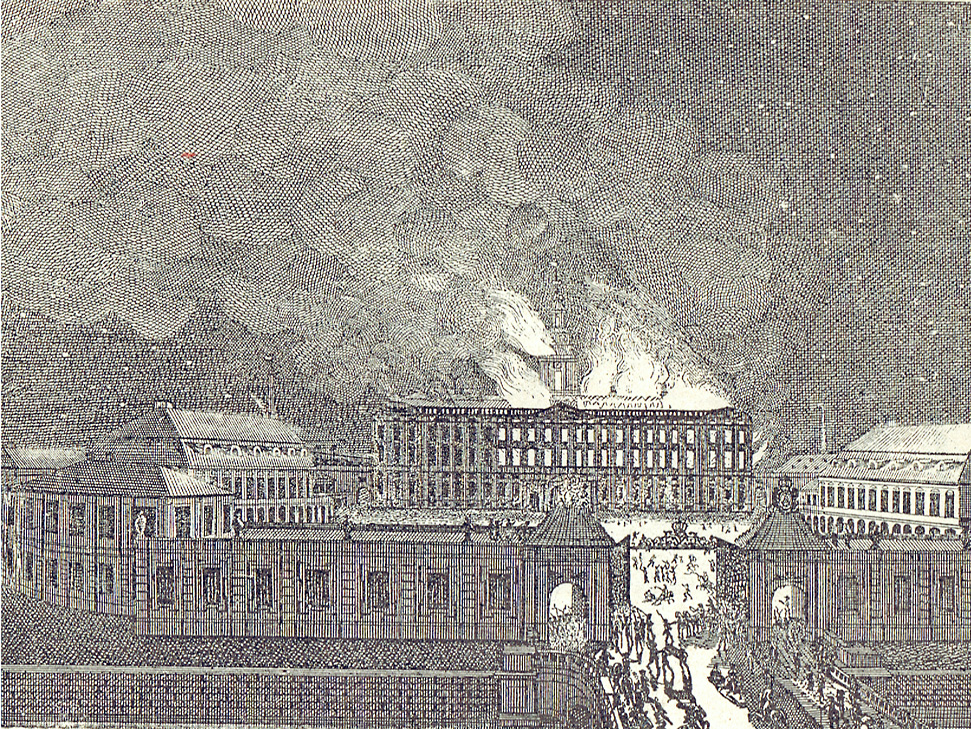
1794: Christiansborg brennt

- 1794: Das erste Schloss Christiansborg brennt in Kopenhagen nieder.

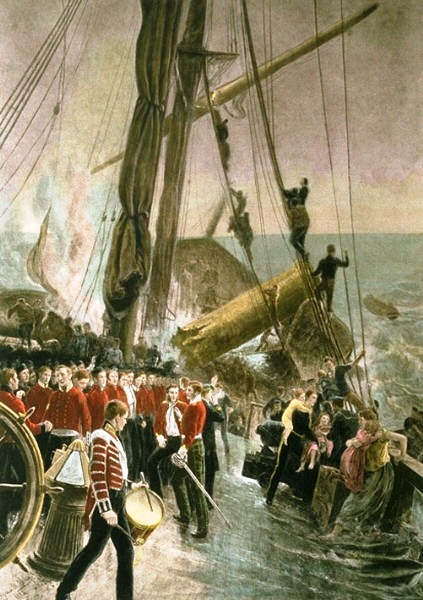
1852: Untergang der Birkenhead

- 1852: Der Truppentransporter Birkenhead der Royal Navy sinkt vor Südafrika. Nur 193 der 643 Menschen an Bord überleben. Bei der Katastrophe wird statt des bisher gebräuchlichen Rufes Jeder für sich! erstmals der Ruf Frauen und Kinder zuerst! verwendet.
- 1918: Bei der Versenkung des britischen Hospitalschiffs HMHS Glenart Castle durch das deutsche U-Boot UC 56 kommen im Bristolkanal 153 Besatzungsmitglieder, Krankenschwestern und Patienten ums Leben.
- 1972: Der Buffalo-Creek-Dammbruch in West Virginia, USA verursacht bis zu 125 Todesopfer.

Kleinere Unglücksfälle sind in den Unterartikeln von Katastrophe und in der Liste von Katastrophen aufgeführt.

### Natur und Umwelt

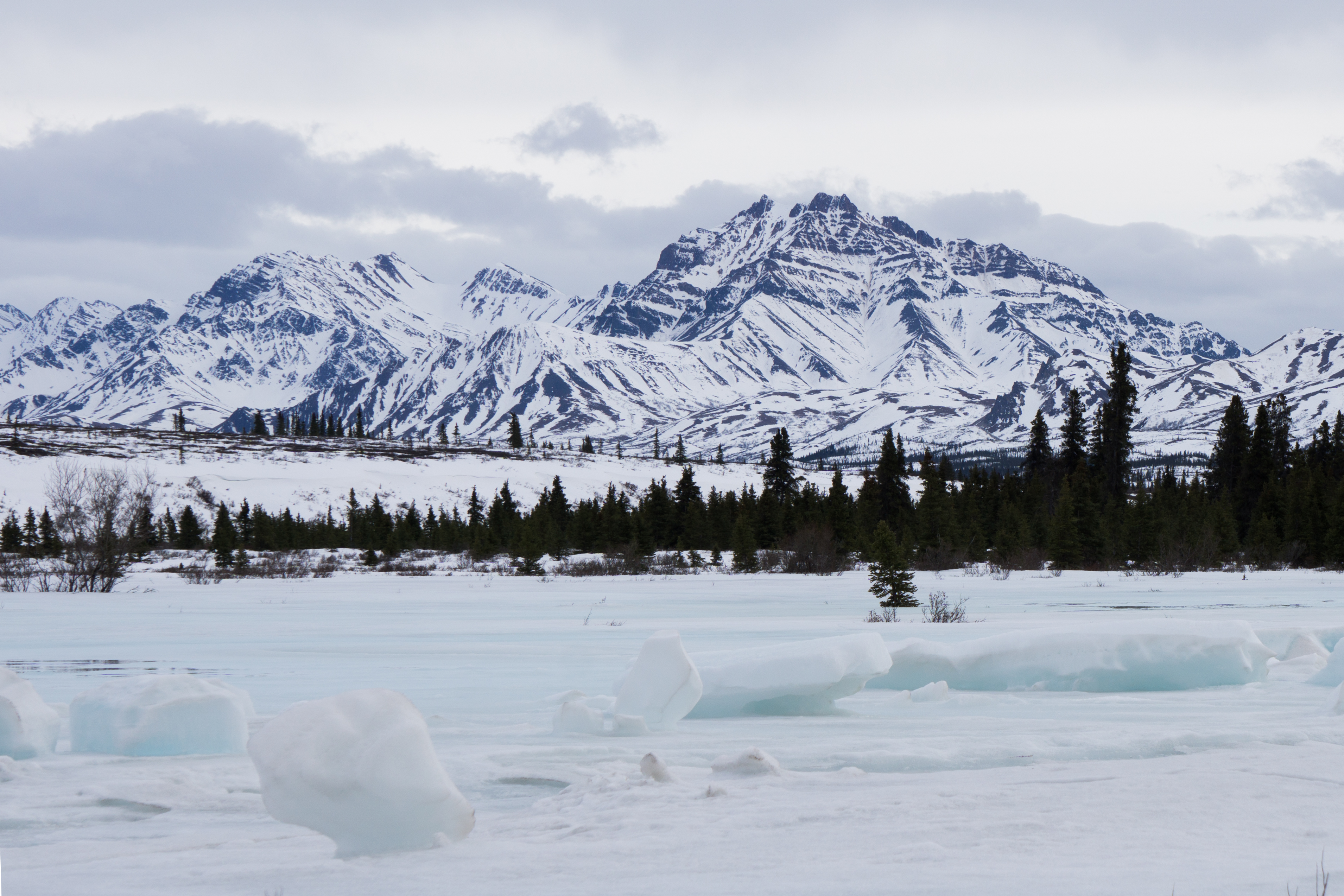
1917: Denali-Nationalpark

- 1917: Durch die Unterschrift des amerikanischen Präsidenten Woodrow Wilson wird in Alaska auf Initiative von Senator Key Pittman der Mount McKinley-Nationalpark, ab 1980 Denali-Nationalpark, eingerichtet.
- 1919: Das bereits 1908 von US-Präsident Theodore Roosevelt zum National Monument erklärte Gebiet um den Grand Canyon wird als Nationalpark unter Schutz gestellt.
- 1929: Der Grand-Teton-Nationalpark im US-Bundesstaat Wyoming wird als Nationalpark geschützt.

### Sport
- 1999: Bei den Nordischen Heimskiweltmeisterschaften in Ramsau am Dachstein gewinnt die Österreichische Langlaufstaffel mit Alois Stadlober, Markus Gandler, Michail Botwinow und Christian Hoffmann sensationell die Goldmedaille. Schlussläufer Christian Hoffmann schlägt den norwegischen Einzelweltmeister Thomas Alsgaard im Zielsprint um zwei Hundertstel Sekunden.

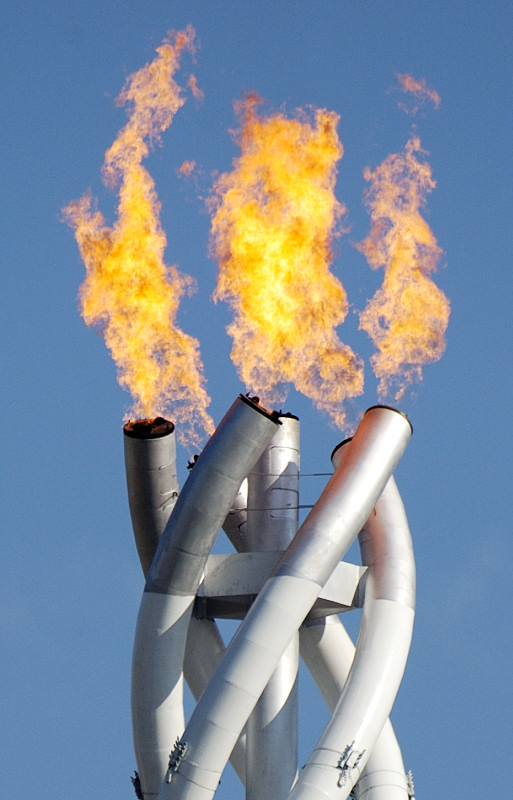
2006: Das olympische Feuer

- 2006: In Turin enden die XX. Olympischen Winterspiele mit einer zweieinhalbstündigen Schlussfeier, bei der unter anderem Luciano Pavarotti die Arie Nessun dorma aus Puccinis Turandot vorträgt.

Einträge von Leichtathletik-Weltrekorden befinden sich unter der jeweiligen Disziplin unter Leichtathletik.

## Geboren

### Vor dem 19. Jahrhundert
- 1361: Wenzel von Luxemburg, deutscher König, König von Böhmen

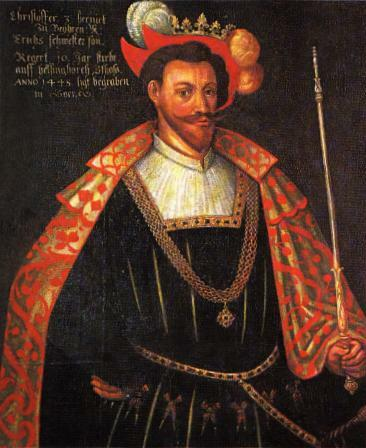
Christoph III. (* 1416)

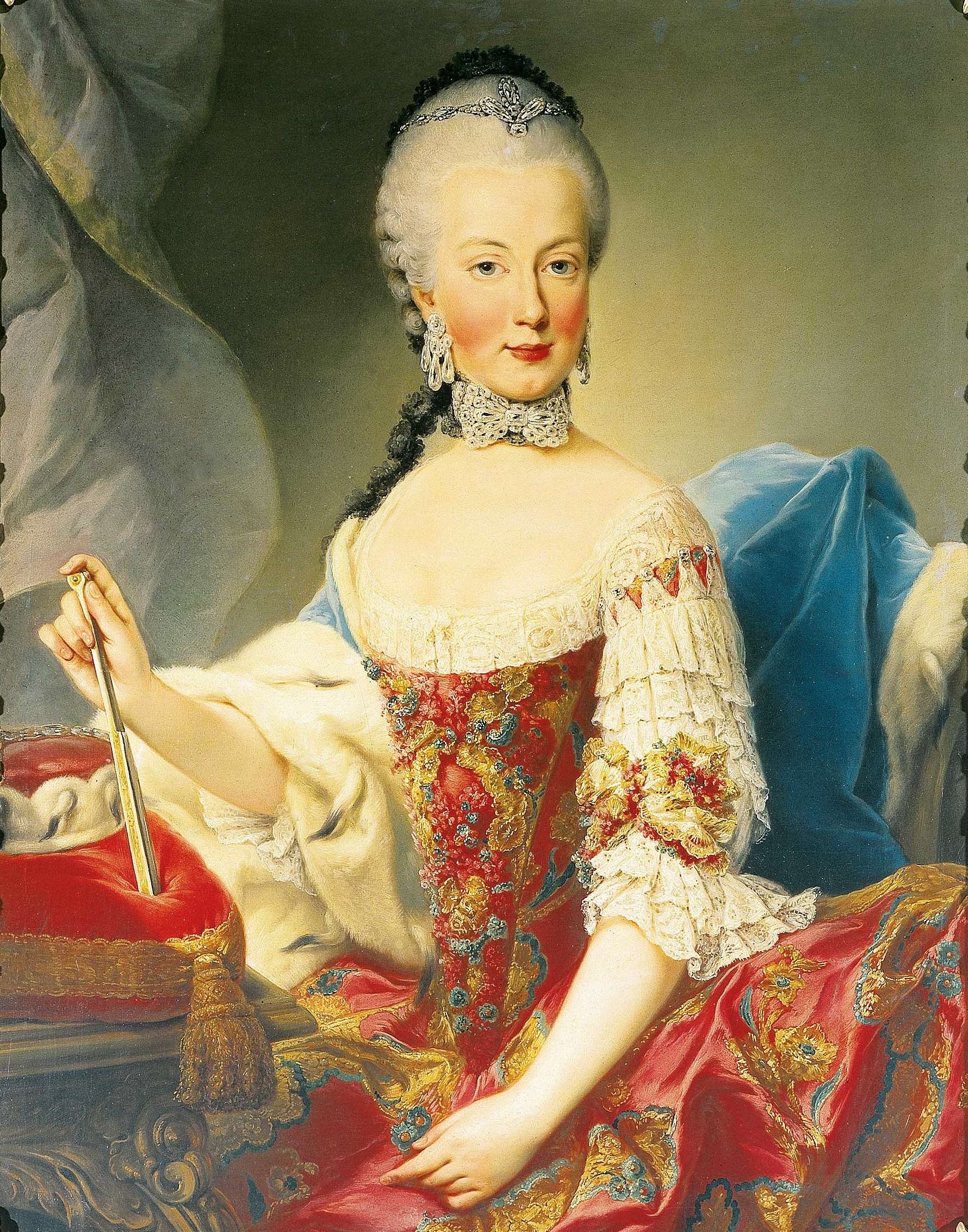
Maria Amalia von Habsburg-Lothringen (* 1746)

- 1416: Christoph III., König von Dänemark, Norwegen und Schweden
- 1530: David Chyträus, deutscher evangelischer Theologe, Historiker, Schulorganisator und Rektor der Universität Rostock
- 1535: Marcantonio Colonna, Admiral und Vizekönig von Sizilien
- 1537: Christoph II., Markgraf von Baden-Rodemachern
- 1564: Christopher Marlowe, englischer Dichter (Taufdatum)
- 1584: Albrecht VI., Herzog von Bayern-Leuchtenberg
- 1587: Stefano Landi, italienischer Sänger, Kapellmeister und Komponist
- 1590: Johann Lauremberg, niederdeutscher Schriftsteller
- 1619: Giulio Cesare Arresti, italienischer Organist, Kapellmeister und Komponist
- 1619: Francesco Morosini, 108. Doge von Venedig
- 1633: Gustav Adolf, Herzog von Mecklenburg-Güstrow
- 1637: Hieronymus Bauhin, Schweizer Arzt, Professor für Anatomie und Botanik
- 1644: Elisabeth Lemmerhirt, Mutter von Johann Sebastian Bach
- 1650: Tomás Marín González de Poveda, spanischer Offizier, Kolonialadministrator und Gouverneur von Chile
- 1663: Thomas Newcomen, englischer Erfinder
- 1665: Georg August, Fürst von Nassau-Idstein
- 1671: Anthony Ashley-Cooper, 3. Earl of Shaftesbury, englischer Politiker, Philosoph und Schriftsteller
- 1671: Johann Arnold Zeitfuchs, deutscher Chronist, Theologe und geistlicher Schriftsteller
- 1674: Wenzel Chotek von Chotkow, österreichischer Statthalter im Königreich Böhmen
- 1677: Nicola Fago, italienischer Komponist
- 1683: Jakob Benzelius, schwedischer lutherischer Theologe und Erzbischof von Uppsala
- 1694: Karl Gottlob Sperbach, deutscher Philologe
- 1710: Christoph Albrecht von Auer, preußischer Beamter
- 1718: Johan Ernst Gunnerus, norwegischer Bischof, Botaniker, Ornithologe und Zoologe
- 1720: Giovanni Francesco Kardinal Albani, italienischer Kardinaldekan
- 1724: Gottfried Heinrich Bach, der erstgeborene Sohn aus der zweiten Ehe Johann Sebastian Bachs mit Anna Magdalena Wilcke
- 1728: Antoine Baumé, französischer Chemiker und Pharmazeut, Erfinder eines Aräometers, Namenspatron der Gradeinteilung Grad Baumé
- 1730: Johann Peter Wagner, deutscher Bildhauer
- 1733: Christoph Daniel Prätorius, deutscher Jurist und Pädagoge
- 1736: James Mercer, US-amerikanischer Jurist und Politiker
- 1741: Johann Nepomuk Holzhey, süddeutscher Orgelbauer
- 1746: Maria Amalia von Österreich, Herzogin von Parma
- 1754: Gebhard Anton von Krosigk, deutscher Beamter und Gutsbesitzer
- 1756: Christian Frederik Hansen, dänischer Architekt des Klassizismus
- 1767: Joseph Anderwert, Schweizer Politiker
- 1768: Phra Phutthaloetla, als Rama II. König von Siam
- 1770: Anton Reicha, tschechischer Komponist und Professor
- 1774: Heinrich von Pechmann, deutscher Architekt und Autor
- 1775: Adolf Stieler, deutscher Hofbeamter, Kartograf
- 1780: August Thieme, deutscher Dichter
- 1780: Christian Samuel Weiss, deutscher Mineraloge und Kristallograph
- 1786: François Arago, französischer Astronom, Physiker und Politiker
- 1787: André Coindre, französischer Priester und Ordensgründer
- 1789: Julius von den Brinken, deutscher Forstmann und polnischer Generalforstmeister
- 1794: Heinrich August Pierer, deutscher Offizier, Verleger und Lexikograf
- 1800: John Baptist Purcell, irischstämmiger US-amerikanischer römisch-katholischer Geistlicher; Erzbischof von Cincinnati

### 19. Jahrhundert

#### 1801–1850
- 1801: Franz von Škoda, böhmischer Mediziner
- 1802: Karoline Albrecht, deutsche Theaterschauspielerin und Sängerin
- 1802: Victor Hugo, französischer Schriftsteller
- 1806: Abe Masanori, japanischer Adeliger
- 1807: Théophile-Jules Pelouze, französischer Chemiker
- 1808: Honoré Daumier, französischer Maler, Bildhauer, Graphiker und Karikaturist

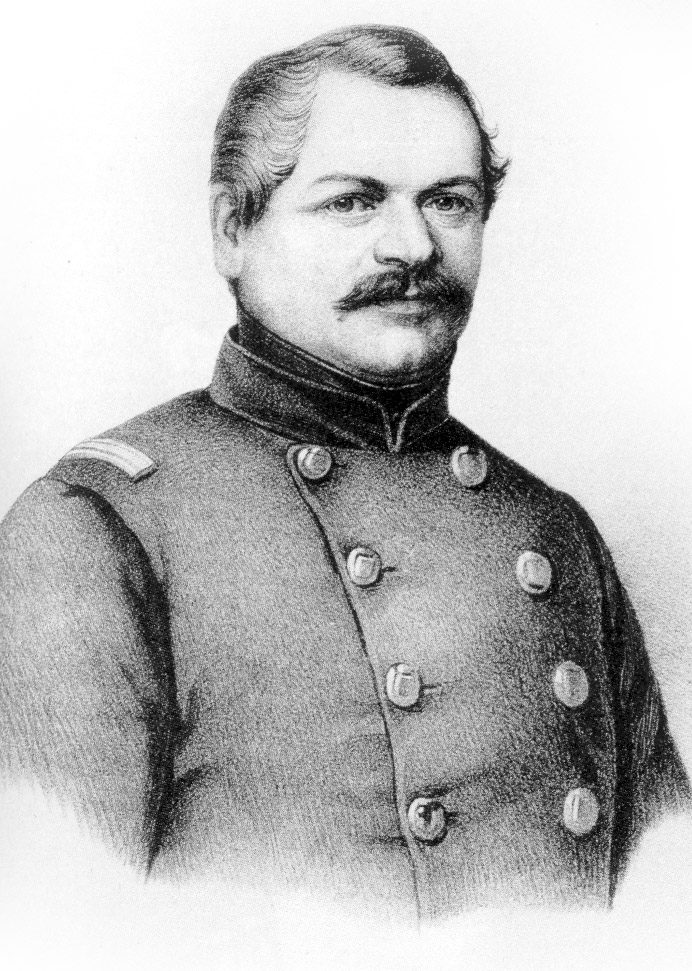
Heinrich Christian Burckhardt (* 1811)

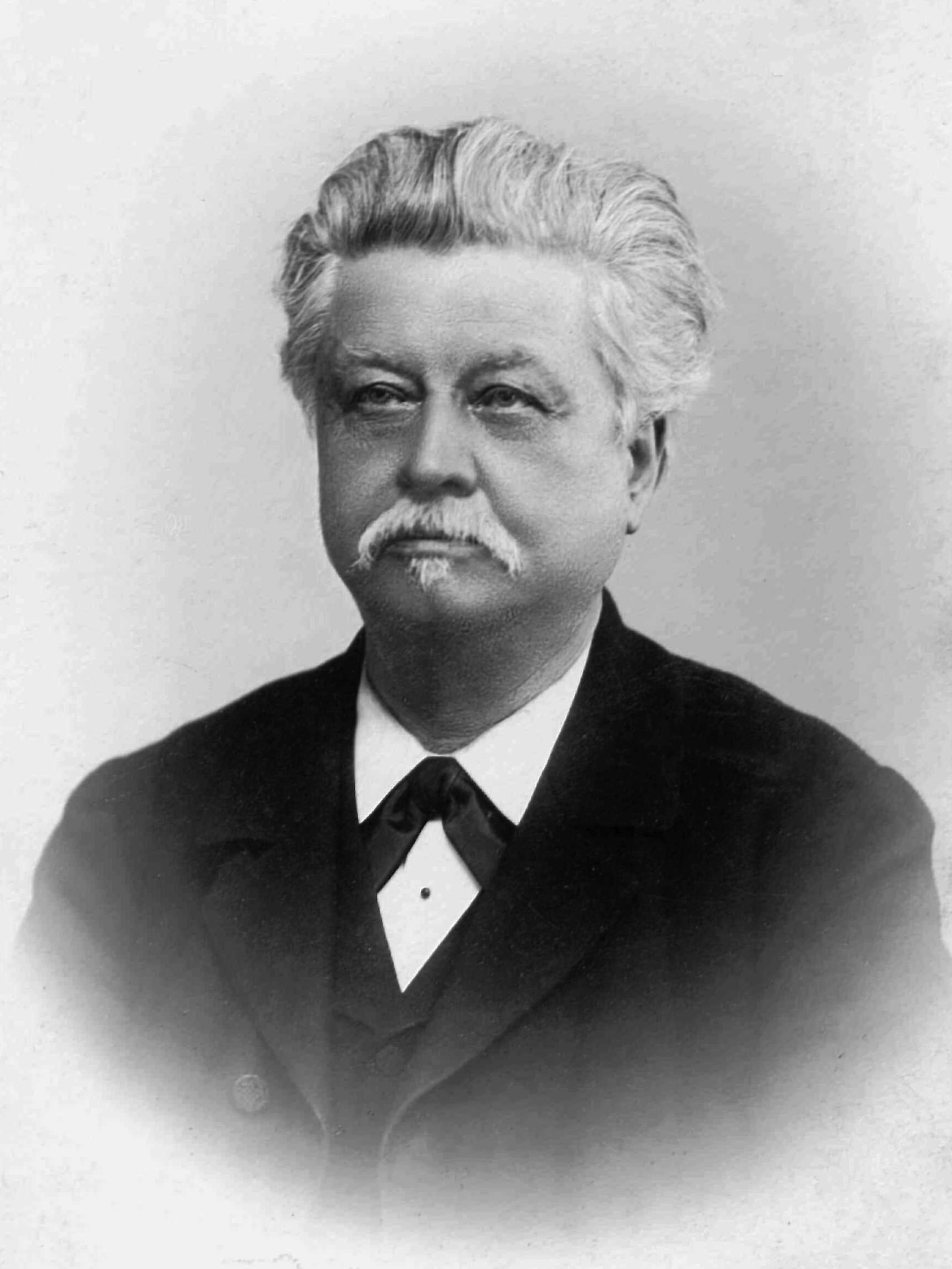
Wendelin Weißheimer (* 1838)

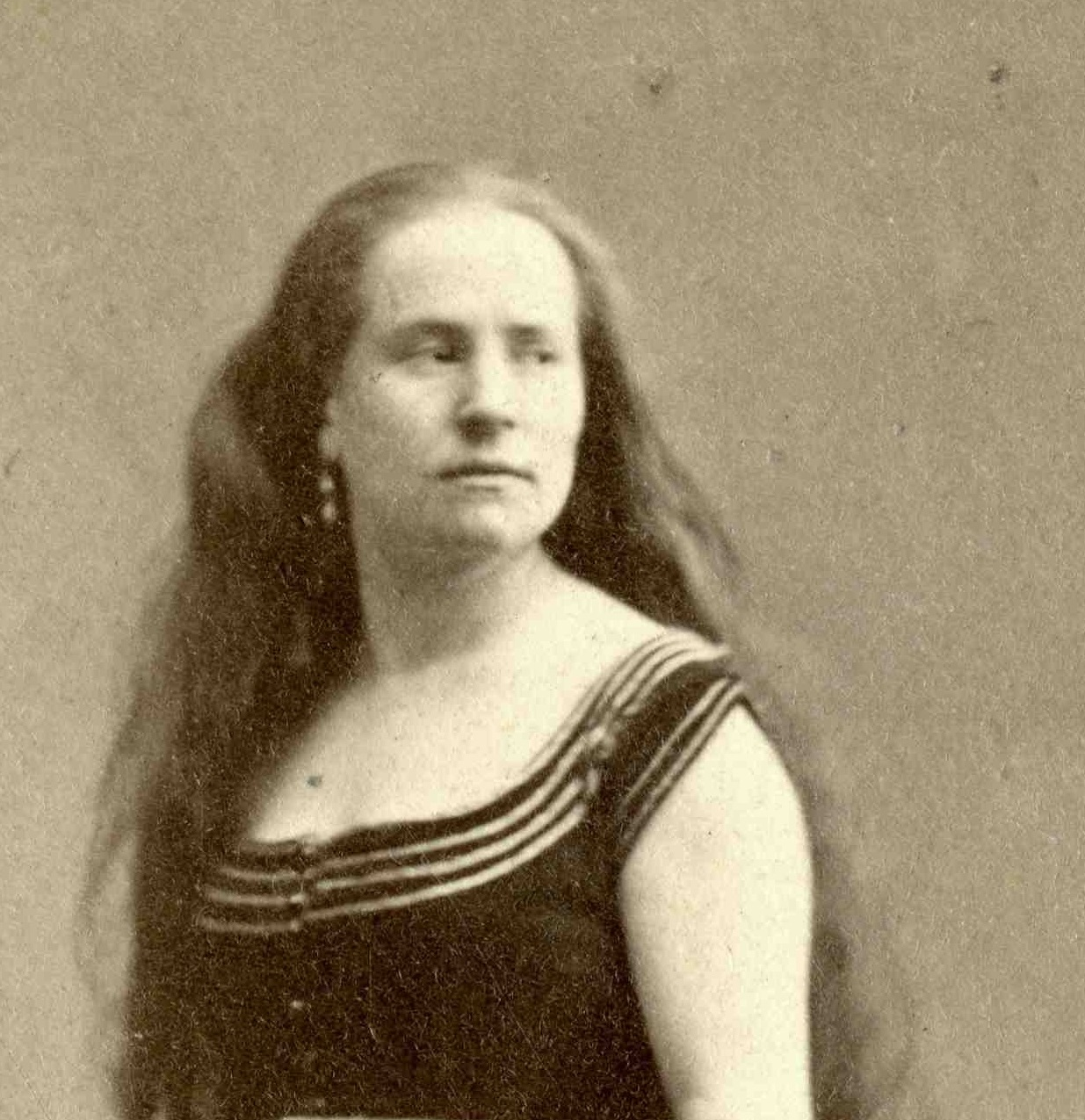
Rosa Bordas (* 1840)

- 1811: Heinrich Christian Burckhardt, deutscher Forstmann
- 1813: Louise von Bose, deutsche Mäzenatin
- 1814: Giuseppe Lillo, italienischer Komponist
- 1816: Franz Krenn, österreichischer Komponist
- 1820: Johan Didrik Behrens, norwegischer Komponist und Chordirigent
- 1820: Alois von Brinz, deutscher Rechtswissenschaftler und Politiker
- 1822: Franz Strauss, deutscher Hornist und Komponist
- 1823: Gustav Adolf zu Hohenlohe-Schillingsfürst, deutscher Kardinalbischof
- 1825: Hans Balatka, US-amerikanischer Komponist
- 1825: Ludwig Rütimeyer, Schweizer Zoologe, Anatom und Paläontologe
- 1829: Levi Strauss, deutsch-US-amerikanischer Industrieller, Erfinder der Jeans
- 1831: Josef Werndl, österreichischer Waffenproduzent
- 1832: Thomas Anderson, schottischer Botaniker
- 1835: Richard Andree, deutscher Geograph und Ethnograph
- 1835: Adolphe Danhauser, französischer Komponist und Musikpädagoge
- 1836: Theodor Deppe, deutscher Lehrer und Heimatforscher
- 1838: Wendelin Weißheimer, deutscher Komponist, Kapellmeister und Musikschriftsteller
- 1840: Rosa Bordas, Sängerin
- 1841: Evelyn Baring, 1. Earl of Cromer, britischer Generalkonsul in Ägypten
- 1842: Camille Flammarion, französischer Astronom und Autor
- 1842: Hugo Bußmeyer, deutscher Komponist
- 1843: Heinrich Winter, deutscher Maler
- 1844: August Hartel, deutscher Architekt
- 1844: Victor von Podbielski, deutscher General
- 1846: Buffalo Bill, US-amerikanischer Pionier
- 1848: Emil Deckert, deutscher Geograph
- 1849: Geneviève Halévy, Pariser Salonnière

#### 1851–1900
- 1851: Carl Albert Purpus, deutscher Pflanzensammler
- 1852: John Harvey Kellogg, US-amerikanischer Arzt und Erfinder der Cornflakes
- 1854: Anna Höchstädt, deutsche Porträt- und Blumenmalerin
- 1856ː Sophie Arnold-Zurbrügg, Schweizer Arbeiteraktivistin, Feministin und Mitglied der Kommunistischen Partei der Schweiz
- 1857ː Emma Boos-Jegher, Schweizer Frauenrechtlerin

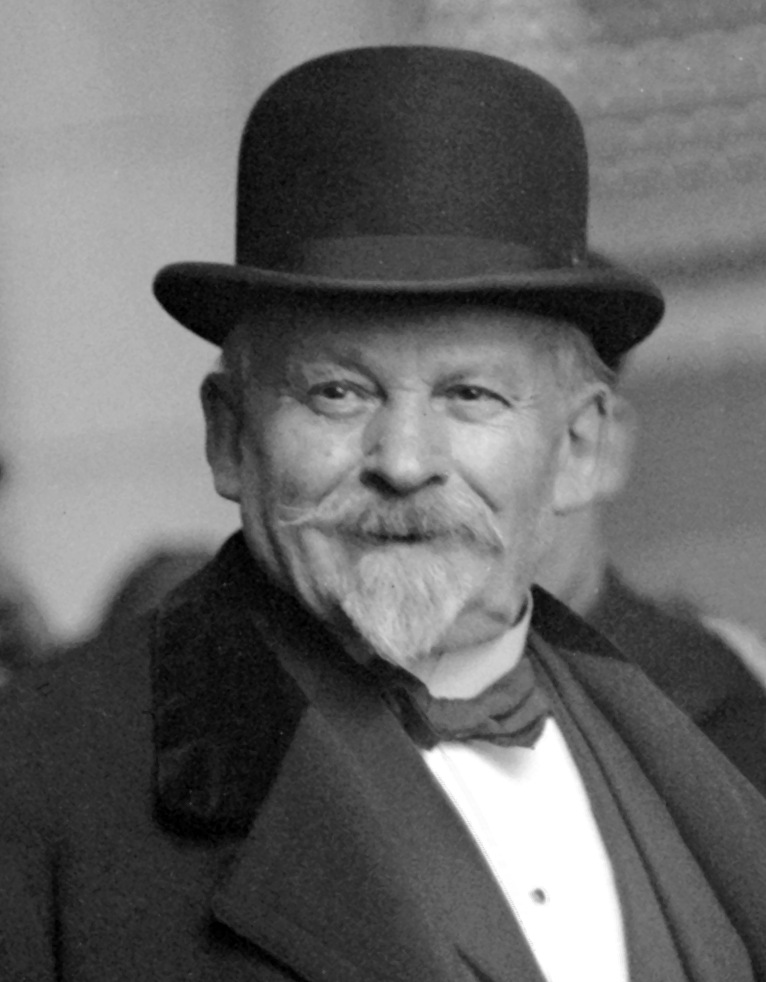
Émile Coué (* 1857)

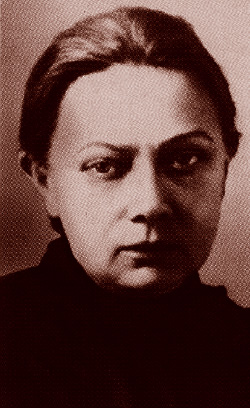
Nadeschda Krupskaja (* 1869)

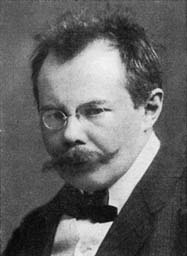
Richard Wetz (* 1875)

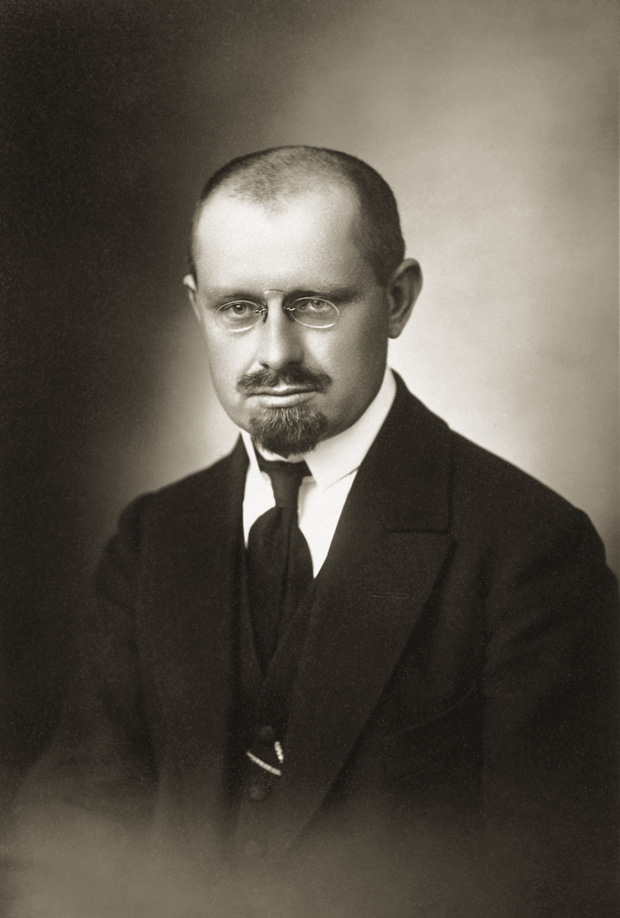
Aleksandras Stulginskis (* 1885)

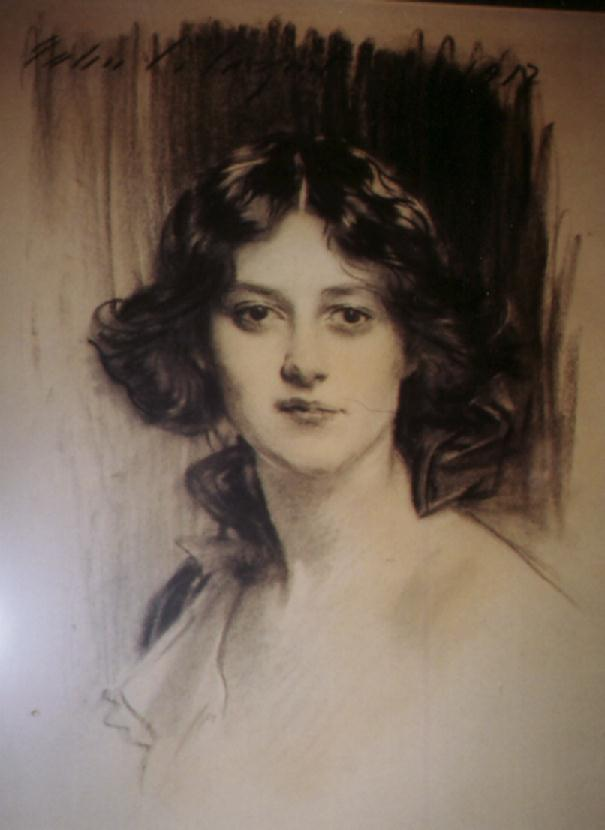
Elizabeth Asquith (* 1897)

- 1857: Émile Coué, französischer Apotheker und Autor, Begründer der modernen, bewussten Autosuggestion
- 1858: Heinrich Philippsen, deutscher Heimatforscher
- 1859: Karl Maria Alexander von Auersperg, österreichischer Gutsbesitzer und Politiker
- 1861: Ferdinand I., Fürst und Zar von Bulgarien
- 1864: Alfred Bachelet, französischer Komponist, Dirigent und Musikpädagoge
- 1864: Antonín Sova, tschechischer Dichter und Schriftsteller
- 1866: Aurelio Galli, italienischer Kardinal
- 1867: Alexander Kircher, deutsch-österreichischer Marine- und Landschaftsmaler sowie Illustrator
- 1869: Nadeschda Konstantinowna Krupskaja, russische Politikerin, Revolutionärin, Pädagogin sowie Ehefrau und Kampfgefährtin Lenins
- 1870: Georg Schlesinger, deutscher Kaufmann
- 1873: Rudolf Kanzler, deutscher Vermessungsingenieur und Politiker
- 1873: Johann Schütte, deutscher Luftschiffpionier
- 1873: Yosano Tekkan, japanischer Lyriker und Literaturkritiker
- 1874: Oskar Kiefer, deutscher Bildhauer
- 1875: Erich Koch-Weser, deutscher Politiker
- 1875: Hans Böckler, deutscher Politiker und Gewerkschaftsfunktionär
- 1875: Edith Miller, kanadische Sängerin
- 1875: Richard Wetz, deutscher Komponist, Kapellmeister und Musikpädagoge
- 1877: Rudolph Dirks, deutsch-US-amerikanischer Comicpionier
- 1878: Gustav Heinrich Angenheister, deutscher Geophysiker
- 1879: Frank Bridge, britischer Komponist
- 1880: Kenneth Essex Edgeworth, irischer Astronom
- 1881: Hans Strobel, deutscher Architekt und Baurat
- 1881: Janus Djurhuus, färöischer Jurist und Dichter
- 1882: Husband E. Kimmel, US-amerikanischer Admiral, Oberbefehlshaber der Pazifikflotte
- 1883: Frederik Muller Jzn., niederländischer klassischer Philologe
- 1884: Francesco Borgongini Duca, italienischer Kardinal
- 1885: Eugen Kipp senior, deutscher Fußballspieler
- 1885: Alexandra Povòrina, russisch-deutsche Malerin der Moderne
- 1885: Aleksandras Stulginskis, litauischer Staatspräsident
- 1887: William Frawley, US-amerikanischer Schauspieler
- 1888: Maria Grengg, österreichische Erzählerin und Malerin
- 1888: Maurice Schilles, französischer Radrennfahrer
- 1889: Otto Riethmüller, deutscher Dichter
- 1891: Valerio Abbondio, Schweizer Lehrer und Dichter
- 1891: Carlo Carcano, italienischer Fußballspieler und -trainer
- 1891: George Hill, neuseeländischer Langstreckenläufer
- 1891: Eduard Wirz, Schweizer Lokalhistoriker und Dichter
- 1894: Wilhelm Bittrich, deutscher General und SS-Obergruppenführer
- 1896: Andrei Alexandrowitsch Schdanow, sowjetischer Politiker
- 1897: Elizabeth Asquith, britische Schriftstellerin und Prinzessin Bibesco de Brancovan
- 1898: Karl Astel, deutscher „Rassenforscher“ und „Rassenhygieniker“
- 1898: Konstantin Biebl, tschechischer Dichter
- 1899: Max Petitpierre, Schweizer Politiker
- 1900: Else Kienle, deutsche Ärztin und Schriftstellerin
- 1900: Jean Negulesco, US-amerikanischer Filmregisseur
- 1900: Lucien Virlouvet, französischer Autorennfahrer
- 1900: Fritz Wiessner, deutscher Bergsteiger

### 20. Jahrhundert

#### 1901–1925

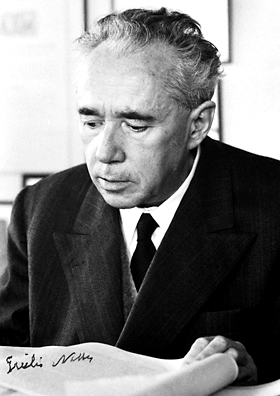
Giulio Natta (* 1903)

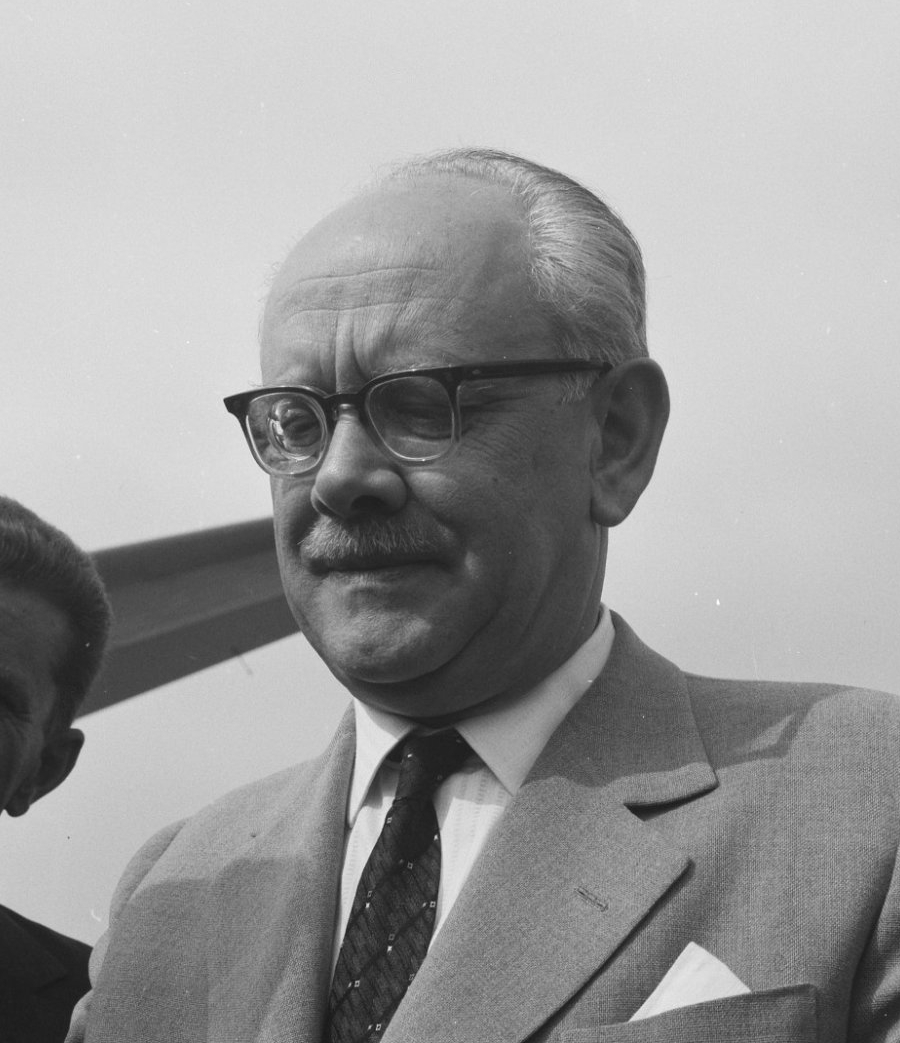
Fritz Bock (* 1911)

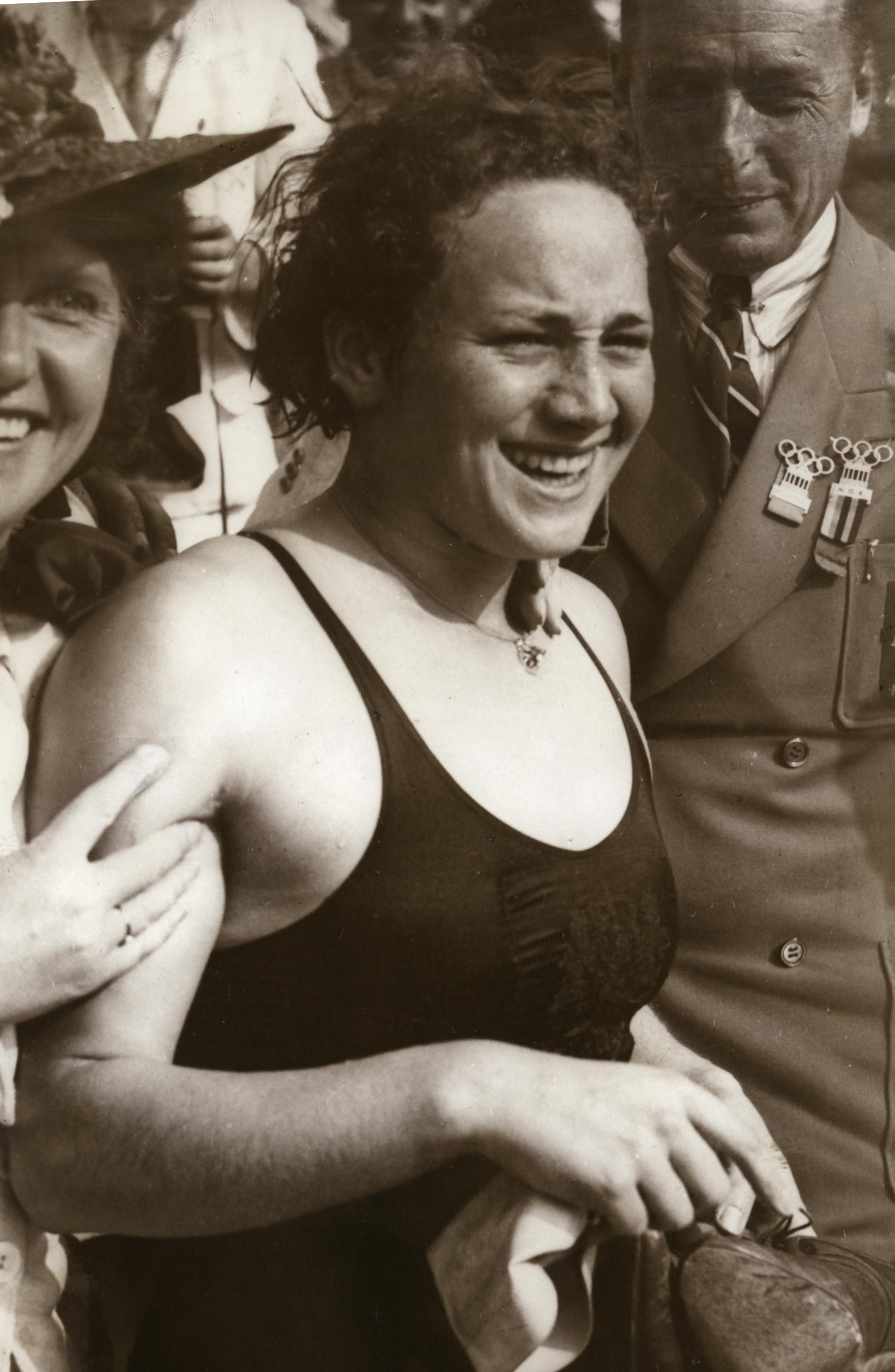
Rie Mastenbroek (* 1919)

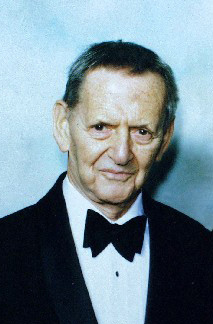
Tony Randall (* 1920)

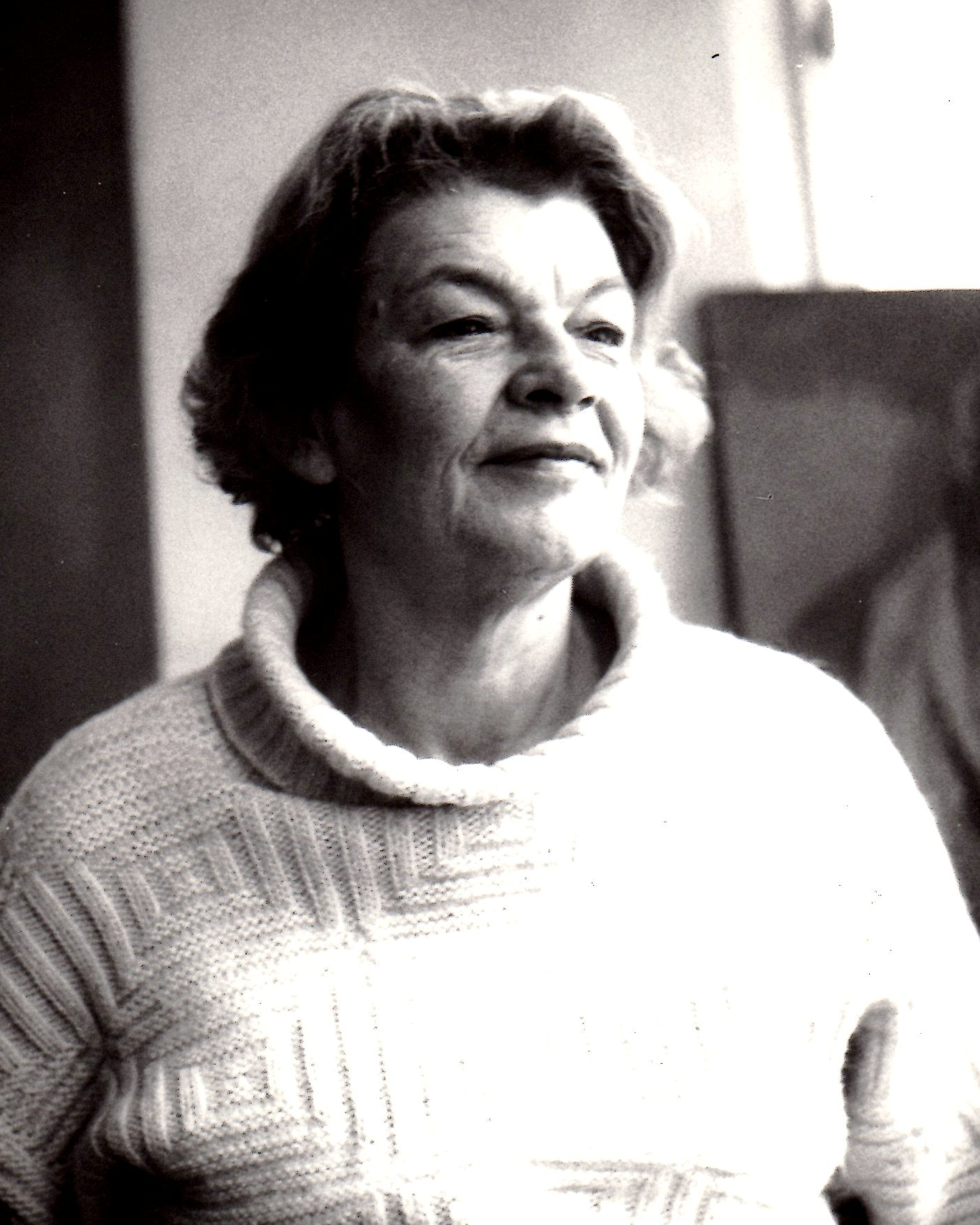
Irmgard Giering (* 1925)

- 1901: Alexandr Hořejší, tschechischer Dichter und Übersetzer
- 1901: Leslie Munro, neuseeländischer Botschafter
- 1902: Vercors, französischer Schriftsteller und Karikaturist
- 1903: Giulio Natta, italienischer Chemiker
- 1903: Jan Fethke, deutsch-polnischer Filmregisseur und Schriftsteller
- 1903: Orde Wingate, britischer Brigadier
- 1904: Curth Georg Becker, deutscher Maler und Graphiker
- 1904: Hans-Joachim Fricke, deutscher Politiker
- 1906: Hans Bertram, deutscher Flugpionier, Filmregisseur und Drehbuchautor
- 1906: Heinz Gemein, deutscher Politiker
- 1907: Luise Ida Aufsberg, deutsche Kunstfotografin
- 1907: Charlotte Uhrig, deutsche Widerstandskämpferin
- 1908: Jean-Pierre Wimille, französischer Rennfahrer
- 1908: Tex Avery, US-amerikanischer Zeichentrickpionier
- 1908: Néstor Mesta Chayres, mexikanischer Sänger
- 1909: Gunnar Andersen, norwegischer Skispringer
- 1909: Heinz Seelig, Maler und Innenarchitekt
- 1909: Talal, jordanischer König
- 1910: Rudolf Hillebrecht, deutscher Architekt und Stadtbaurat in Hannover
- 1910: Olav Roots, estnischer Dirigent und Pianist
- 1911: Fritz Bock, österreichischer Politiker, Mitbegründer der ÖVP
- 1911ː Margarete Tröstl, österreichische Supercentenarian (1911–2025)
- 1912: Hans Sachs, deutscher Jurist
- 1912: István Vincze, ungarischer Mathematiker
- 1913: Hermann Lenz, deutscher Schriftsteller
- 1915: Raúl Anguiano, mexikanischer Wandmaler
- 1916: Jackie Gleason, US-amerikanischer Komiker, Schauspieler, Komponist und Big-Band-Leader
- 1916: Mordecai Seter, israelischer Komponist
- 1917: Robert La Caze, französischer Autorennfahrer
- 1917: Robert Taft jr., US-amerikanischer Politiker
- 1918: Otis R. Bowen, US-amerikanischer Politiker
- 1918: Theodore Sturgeon, US-amerikanischer Science-Fiction-Autor
- 1919: Mason Adams, US-amerikanischer Schauspieler
- 1919: Kuroda Saburō, japanischer Lyriker
- 1919: Hendrika Mastenbroek, niederländische Schwimmerin
- 1919: Irmgard Woldering, deutsche Ägyptologin und Museumsleiterin
- 1920: Max Hermann Archimowitz, deutscher Politiker
- 1920: Hilmar Baunsgaard, dänischer Politiker
- 1920: Tony Randall, US-amerikanischer Film- und Fernsehschauspieler
- 1922: Karl Aage Præst, dänischer Fußballspieler
- 1923: Antonín Kachlík, tschechoslowakischer Regisseur und Drehbuchautor
- 1924: Erwin Hegemann, deutscher Künstler
- 1924: Josef Schmidhuber, deutscher Chorleiter, Organist, Dirigent und Musikpädagoge
- 1925: Irmgard Giering, deutsche Künstlerin und Kunsterzieherin

#### 1926–1950

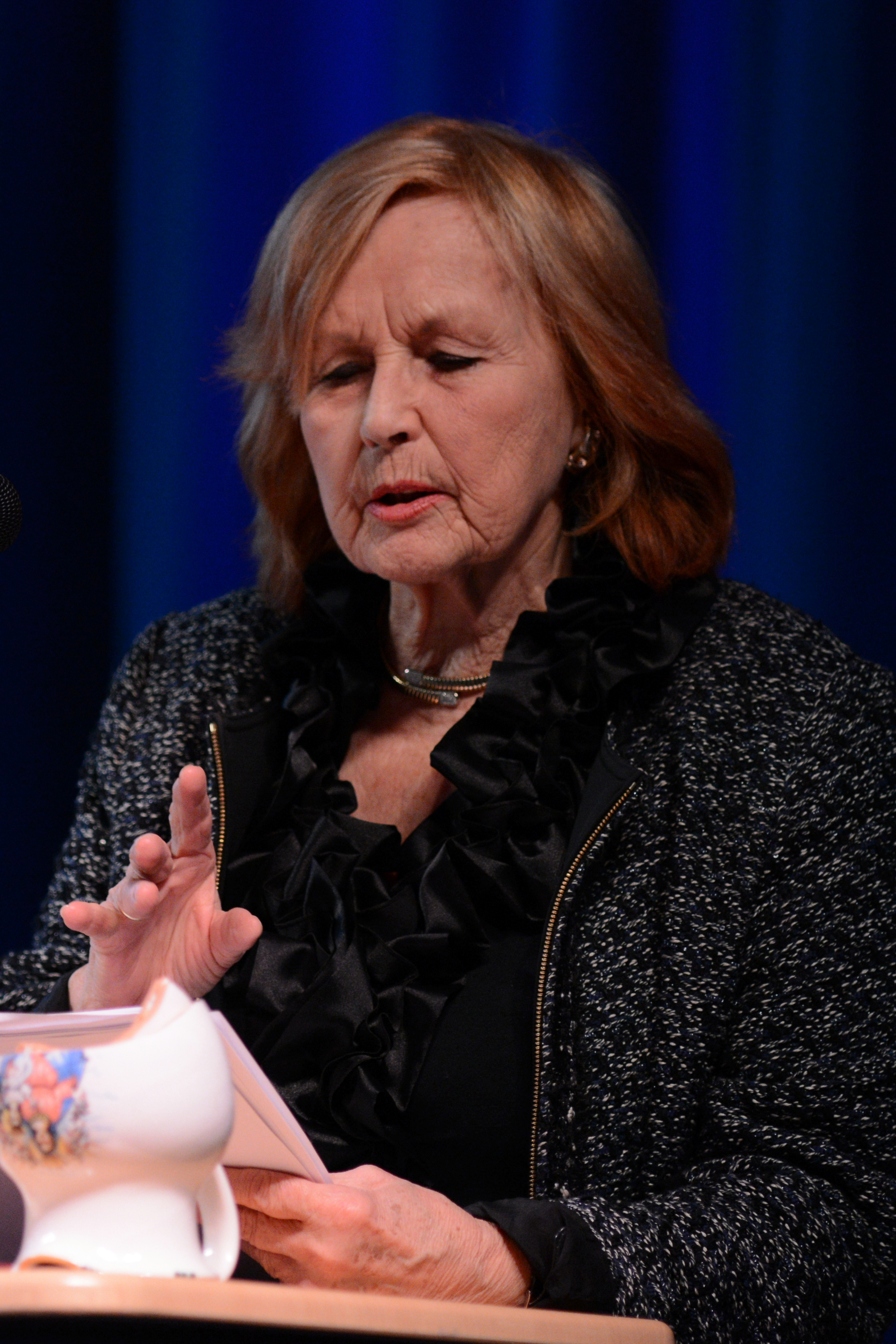
Brigitte Grothum (* 1935)

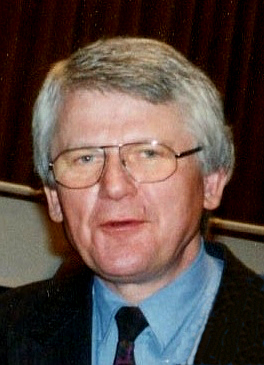
Jobst Plog (* 1941)

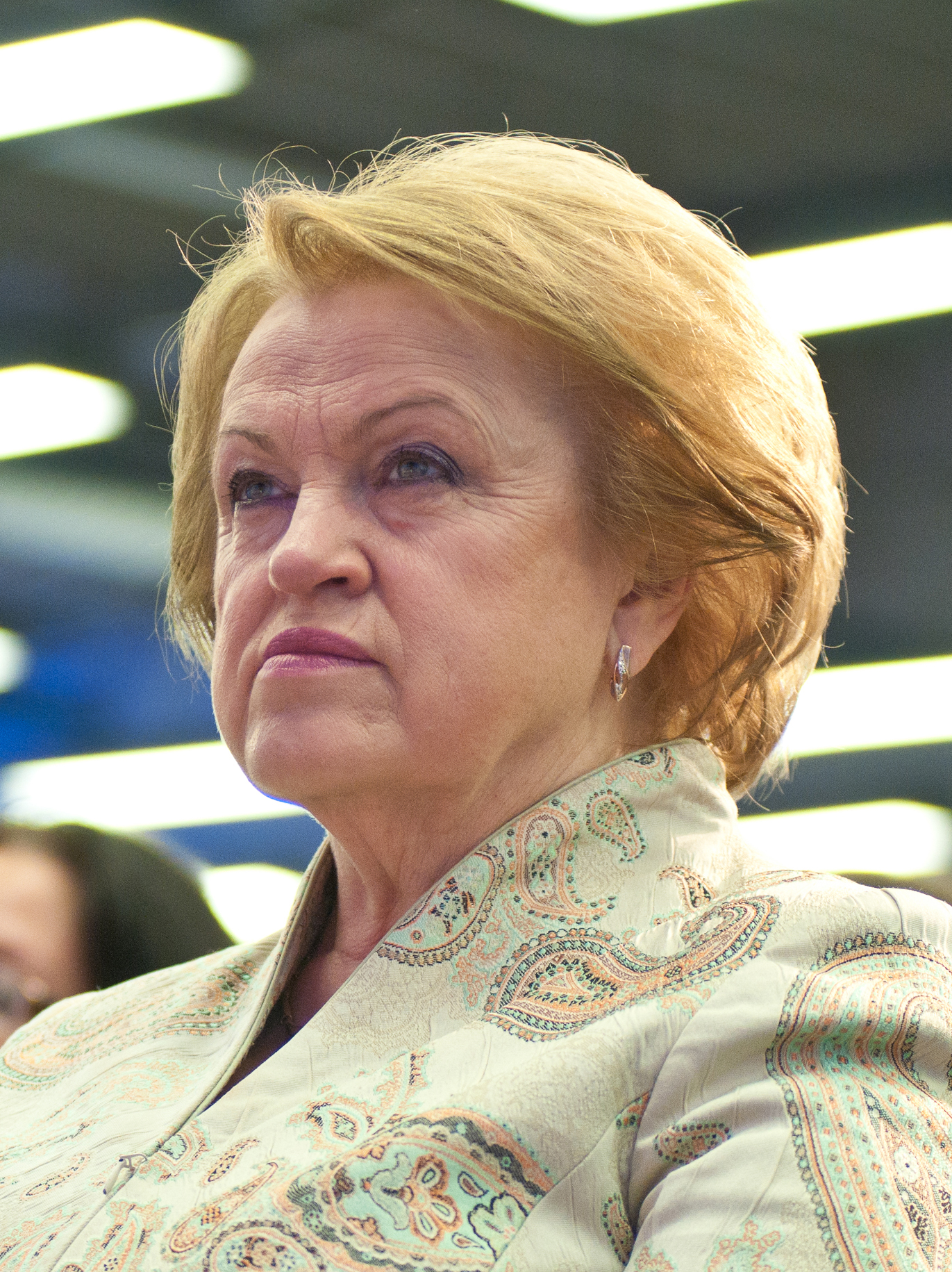
Kazimira Prunskienė (* 1943)

- 1926: Willem J. Aerts, niederländischer Byzantinist und Neogräzist
- 1926: Chris Anderson, US-amerikanischer Jazz-Pianist
- 1926: Günter Asser, deutscher Mathematiker
- 1926: Ernst Grabbe, deutscher Schauspieler
- 1926: Walter Lüchinger, Schweizer Ruderer
- 1927: Hans Heinz Holz, deutscher Philosoph
- 1928: Kurt-Wolf von Borries, deutscher Bildhauer und Grafiker
- 1928: Fats Domino, US-amerikanischer Rhythm-and-Blues-Musiker
- 1928: Anatoli Wassiljewitsch Filiptschenko, sowjetischer Kosmonaut
- 1928: Odo Marquard, deutscher Philosoph
- 1928: Ariel Scharon, israelischer General und Politiker, Minister, Ministerpräsident
- 1928: Kurt Sowinetz, österreichischer Volksschauspieler.
- 1929: August Lang, deutscher Politiker
- 1930: Robert Francis, US-amerikanischer Schauspieler
- 1930: Erich Kiesl, deutscher Kommunalpolitiker, Münchner Oberbürgermeister
- 1930: Lasar Naumowitsch Berman, russischer Pianist
- 1930: Toshitaka Hidaka, japanischer Ethologe und Autor
- 1931: Ally MacLeod, schottischer Fußballspieler und -trainer
- 1931: Francisco Kröpfl, argentinischer Komponist
- 1931: Fritz Sack, deutscher Soziologe und Kriminologe
- 1932: Arthur Auer, deutscher Politiker
- 1932: Johnny Cash, US-amerikanischer Sänger
- 1933: Ljubomyr Husar, deutscher Großerzbischof
- 1933: María Victoria, mexikanische Sängerin
- 1934: Frank Bowling, britischer Künstler
- 1934: José Luis Cuevas, mexikanischer Maler, Grafiker und Bildhauer
- 1934: Mohamed Lakhdar-Hamina, algerischer Filmregisseur und Drehbuchautor
- 1934: Manfred Poerschke, deutscher Leichtathlet
- 1935: Paul Anderson, britischer Regattasegler
- 1935: Brigitte Grothum, deutsche Schauspielerin und Regisseurin
- 1935: Ri Kaisei, japanischer Schriftsteller
- 1935: Mäni Weber, Schweizer Fernseh-Quizmaster, Moderator und Radioreporter
- 1936: Edward Dickinson Blodgett, kanadischer Lyriker und Literaturwissenschaftler
- 1936: José da Cruz Policarpo, portugiesischer Kardinal und Patriarch von Lissabon
- 1936: Adem Demaçi, albanischer Schriftsteller und Unabhängigkeitskämpfer
- 1936: Philippe Farjon, französischer Autorennfahrer
- 1937: Eduardo Arroyo, spanischer Maler und Grafiker
- 1937: William Ferris, US-amerikanischer Komponist, Organist und Chorleiter
- 1937: Horst-Dieter Tietz, deutscher Rektor und Professor
- 1938: Hans Haid, österreichischer Volkskundler, Bergbauer und Mundartdichter
- 1938: Monika Lennartz, deutsche Schauspielerin
- 1938: Horst Lohr, deutscher Endurosportler
- 1938: Mark Sopi, albanischer Bischof
- 1939: George Flint, US-amerikanischer American-Football-Spieler
- 1939: Ulli Kinalzik, deutscher Schauspieler
- 1940: Wadim Pawlowitsch Kapranow, sowjetischer Basketballspieler und -trainer
- 1940: Whitney Smith, US-amerikanischer Vexillologe
- 1941: Wolfram Lindner, deutscher Radsporttrainer
- 1941: Jobst Plog, deutscher Rundfunkintendant
- 1941: Keith Thomson, neuseeländischer Cricket- und Hockeyspieler
- 1941: Hagen Tschoeltsch, deutscher Politiker, MdL
- 1942: Lennart Åberg, schwedischer Jazz-Saxophonist, -Flötist und -Komponist
- 1942: Jozef Adamec, slowakischer Fußballspieler und Trainer
- 1942: Wolf-Dietrich Eulitz, deutscher Violinist und Musikermediziner
- 1942: Franz Romer, deutscher Politiker, MdB
- 1943: Michele Carey, US-amerikanische Schauspielerin
- 1943: Chucrallah-Nabil El-Hage, libanesischer Geistlicher
- 1943: Peter Reisch, Todesopfer an der innerdeutschen Grenze
- 1943: Robert Swan, kanadischer Skirennläufer
- 1943: Charles P. Thacker, US-amerikanischer Informatiker
- 1943: Chucrallah-Nabil El-Hage, libanesischer Erzbischof
- 1943: Bob Hite, US-amerikanischer Rock- und Bluesmusiker, Gründer der Band Canned Heat
- 1943: Kazimira Prunskienė, litauische Politikerin, Premierministerin
- 1944: Wolfgang Braun, deutscher Handballspieler
- 1944: Maria Creuza, brasilianische Sängerin
- 1944: Charles Lillard, kanadischer Dichter und Historiker
- 1944: Mary Beth Ruskai, US-amerikanische mathematische Physikerin
- 1945: Peter Geoffrey Brock, australischer Rennfahrer
- 1945: Mitch Ryder, US-amerikanischer Rockmusiker
- 1946: Jaecki Schwarz, deutscher Schauspieler
- 1946: Ahmed Zewail, ägyptischer Chemiker, Nobelpreisträger

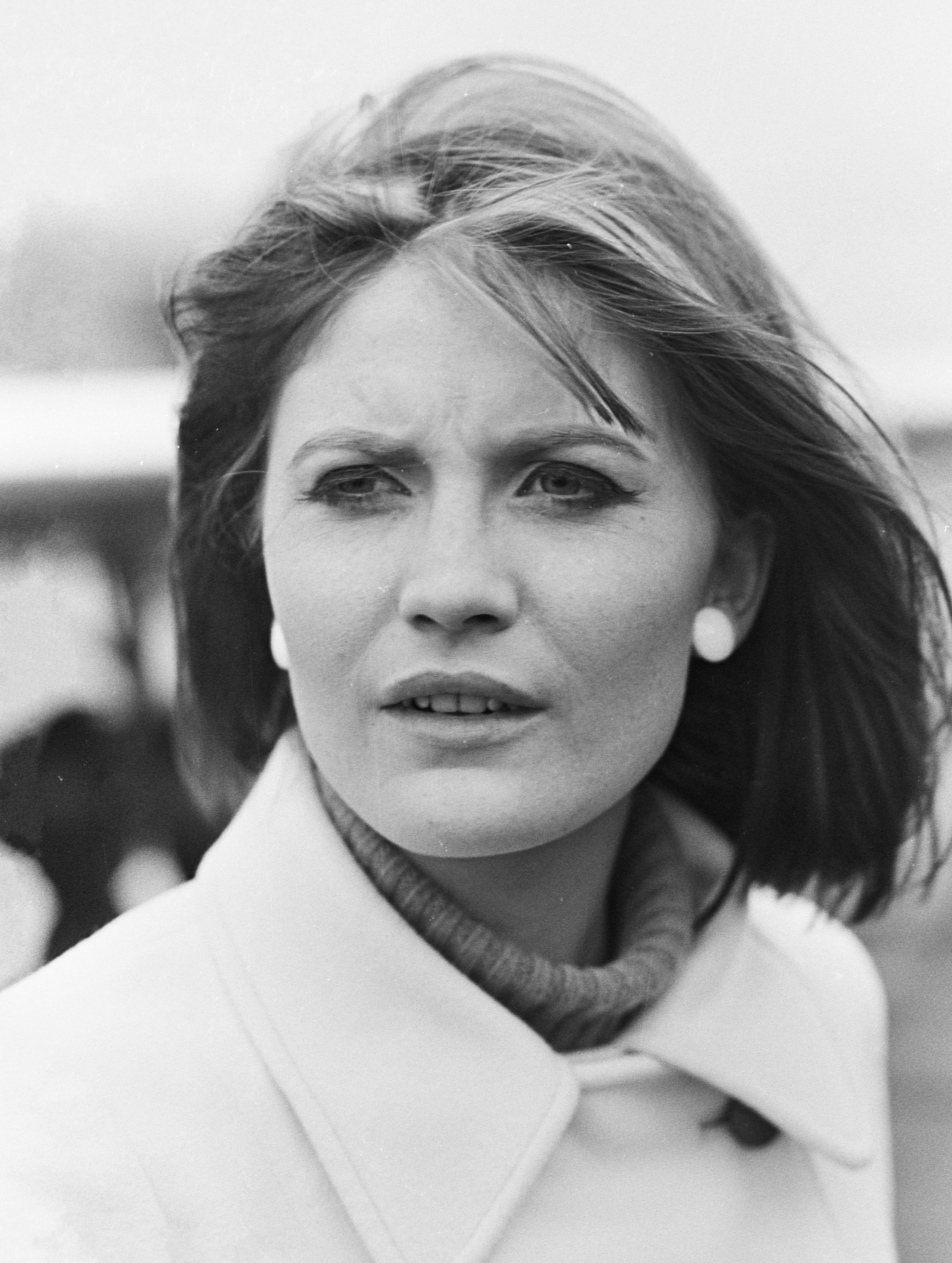
Sandie Shaw (* 1947)

- 1947: Sandie Shaw, britische Popsängerin
- 1948: Mike Richmond, US-amerikanischer Jazzbassist
- 1948: Boutros Marayati, syrischer Erzbischof
- 1949: Elizabeth George, US-amerikanische Krimi-Schriftstellerin
- 1949: Emma Kirkby, britische Sopranistin
- 1949: Friedrich Kofler, österreichischer Politiker
- 1949: Bruno Strobl, österreichischer Komponist und Dirigent
- 1950: Kym Anderson, australischer Ökonom
- 1950: Ott Arder, estnischer Dichter, Kinderbuchautor und Übersetzer
- 1950: Helen Clark, neuseeländische Premierministerin
- 1950: Don Shanks, US-amerikanischer Schauspieler und Stuntman

#### 1951–1975
- 1951: Lee Atwater, US-amerikanischer Politberater
- 1951: Franz Xaver Gernstl, deutscher Dokumentarfilmer
- 1951: Godwin Schuster, österreichischer Politiker
- 1951: Barbara Wieck, deutsche Leichtathletin
- 1952: John Giblin, britischer Bassist
- 1953: Michael Bolton, US-amerikanischer Popmusiker
- 1953: Peter Staengle, deutscher Germanist und Kleist-Forscher
- 1954: Arndt Ellmer, deutscher Science-Fiction-Schriftsteller
- 1954: Ernst August Hannover, Familienoberhaupt der Häuser Hannover und Braunschweig, Urenkel von Wilhelm II.
- 1954: Leon de Winter, niederländischer Schriftsteller

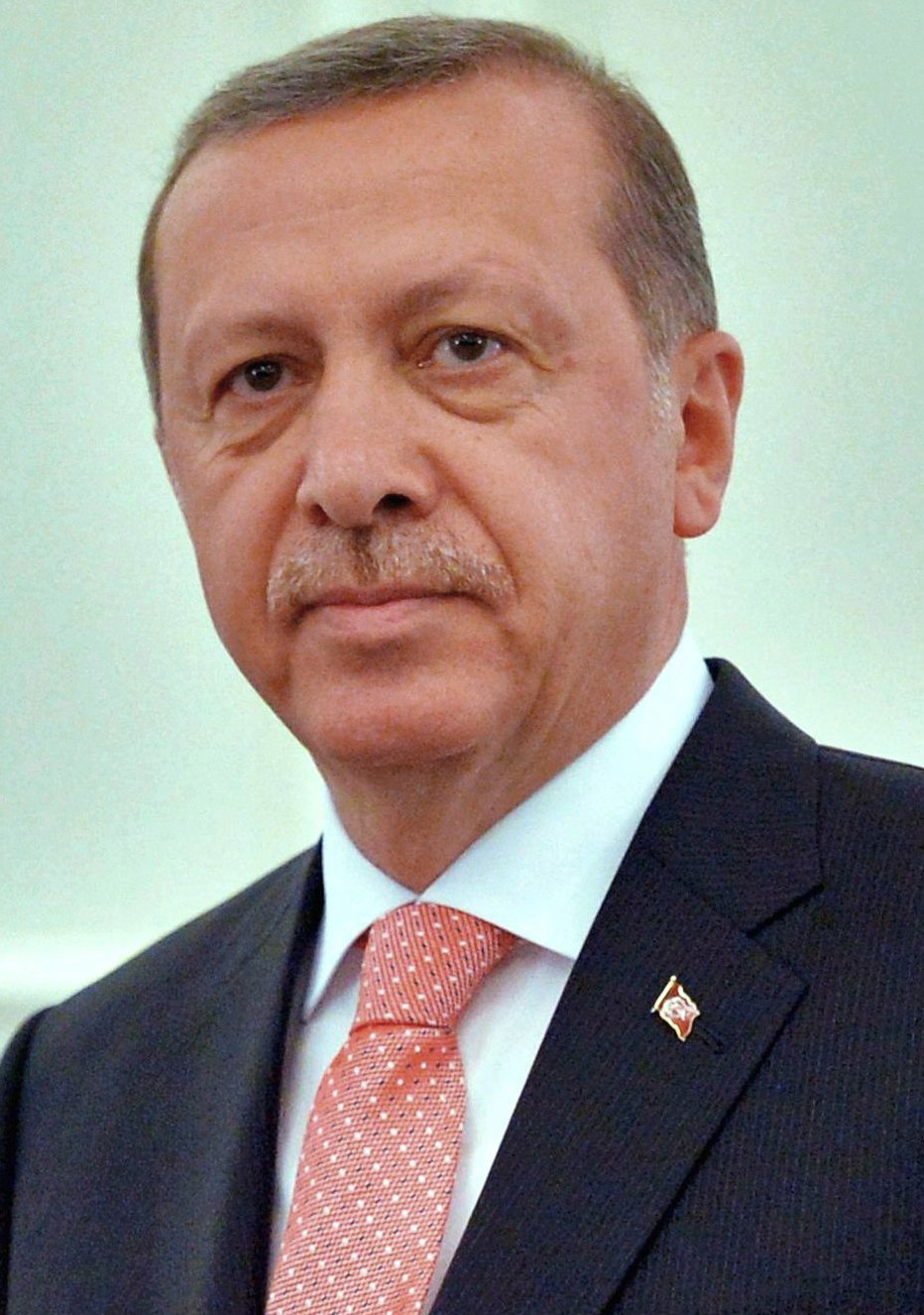
Recep Tayyip Erdoğan (* 1954)

- 1954: Recep Tayyip Erdoğan, türkischer Politiker, Oberbürgermeister von Istanbul, Minister- und Staatspräsident
- 1954: Wolf-Rüdiger Marunde, deutscher Zeichner und Cartoonist
- 1955: Rupert Keegan, britischer Autorennfahrer
- 1955: Andreas Maislinger, österreichischer Historiker und Politikwissenschaftler
- 1955: Udo Corts, deutscher Politiker
- 1956: Milan Babić, jugoslawischer Politiker, Präsident der Republik Serbische Krajina, Kriegsverbrecher
- 1957: David Beasley, US-amerikanischer Politiker
- 1957: Joe Mullen, US-amerikanischer Eishockeyspieler und -trainer
- 1958ː Claire Daly, US-amerikanische Jazzmusikerin
- 1958: Michel Houellebecq, französischer Schriftsteller und Literaturwissenschaftler
- 1958: Tim Kaine, US-amerikanischer Politiker
- 1958: Brigitte Kieffer, französische Neurobiologin
- 1958: Bernd Liffers, deutscher Kirchenmusiker und Organist
- 1958: Andreas Ole Ohlendorff, deutscher freischaffender Künstler
- 1958: Martin Weller, deutscher Edelsteinfasser, Gitarrist und Mundartsänger
- 1959: Ahmet Davutoğlu, Ministerpräsident der Republik Türkei
- 1959: Klaus Riegert, deutscher Politiker, MdB
- 1959: Bogusław Samol, polnischer Militär

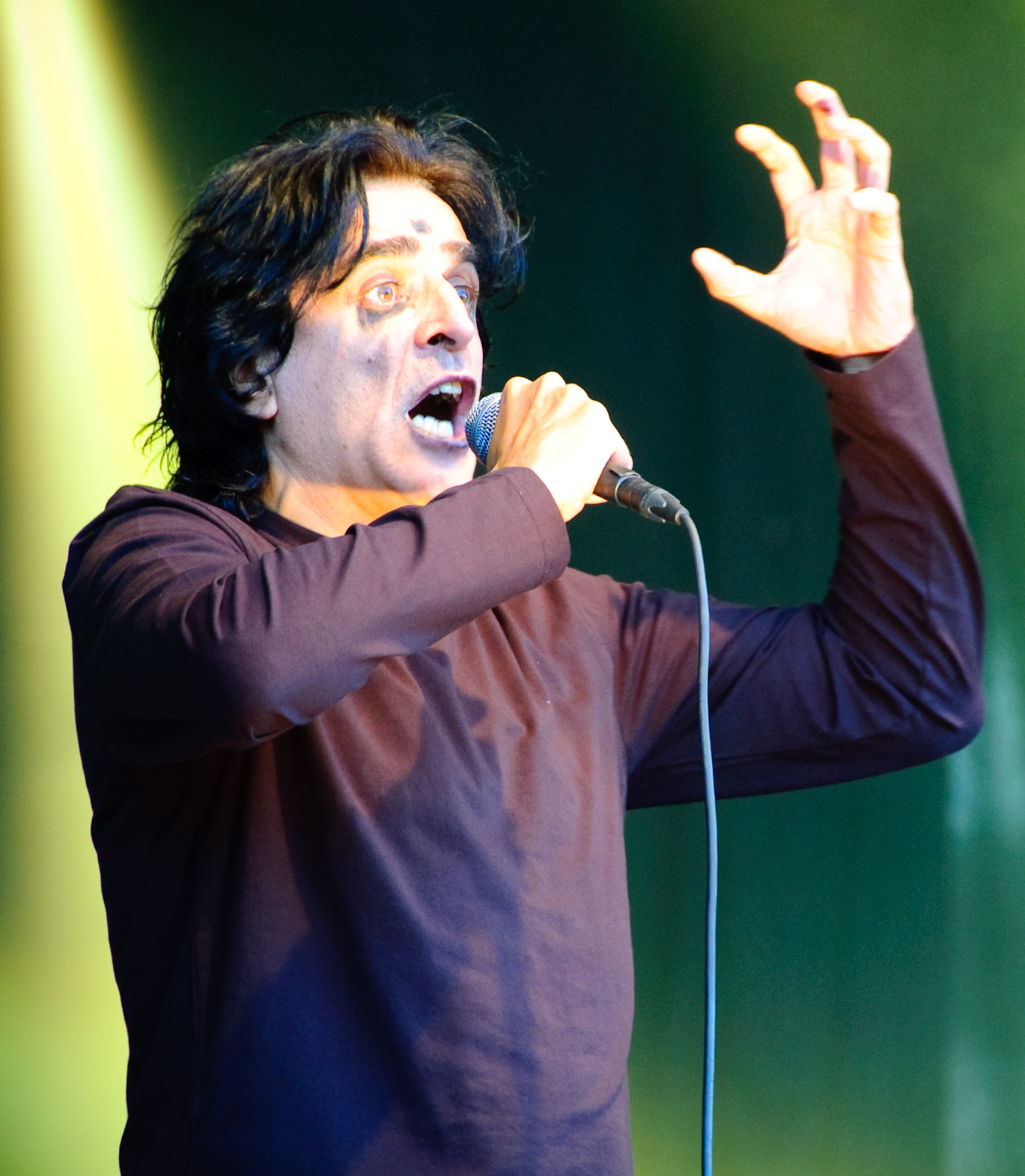
Jaz Coleman (* 1960)

- 1960: Jaz Coleman, britischer Musiker
- 1960: Hannes Jaenicke, deutscher Schauspieler
- 1960: Martin Huber, österreichischer Manager
- 1960: Ute Ohlendieck, deutsche Ruderin
- 1961: Joachim Philipkowski, deutscher Fußballspieler
- 1961: Souleymane Sané, senegalesischer Fußballspieler
- 1962: Axel Balkausky, deutscher Sportjournalist und Fernsehredakteur
- 1962: Ahn Cheol-soo, südkoreanischer Software-Entwickler, Geschäftsmann und Politiker
- 1962: Greg Germann, US-amerikanischer Schauspieler
- 1963: Chase Masterson, US-amerikanische Schauspielerin und Sängerin
- 1963: Stefan Jürgens, deutscher Schauspieler und Kabarettist
- 1964: Mark Dacascos, US-amerikanischer Sportler und Schauspieler
- 1964: Uwe Haas, deutscher Fußballspieler
- 1964: Alfred Kaminski, deutscher Fußballtrainer
- 1965: Kōsei Akaishi, japanischer Ringer
- 1966: Marc Fortier, kanadischer Eishockeytrainer und -spieler
- 1966: Urs Kälin, Schweizer Skirennläufer
- 1966: Stefan Ströbitzer, österreichischer Journalist
- 1966: Melanie Pukaß, deutsche Schauspielerin und Synchronsprecherin
- 1967: Currie Graham, kanadisch-US-amerikanischer Schauspieler
- 1967: Nina Kronjäger, deutsche Schauspielerin
- 1967: Kazuyoshi Miura, japanischer Fußballspieler

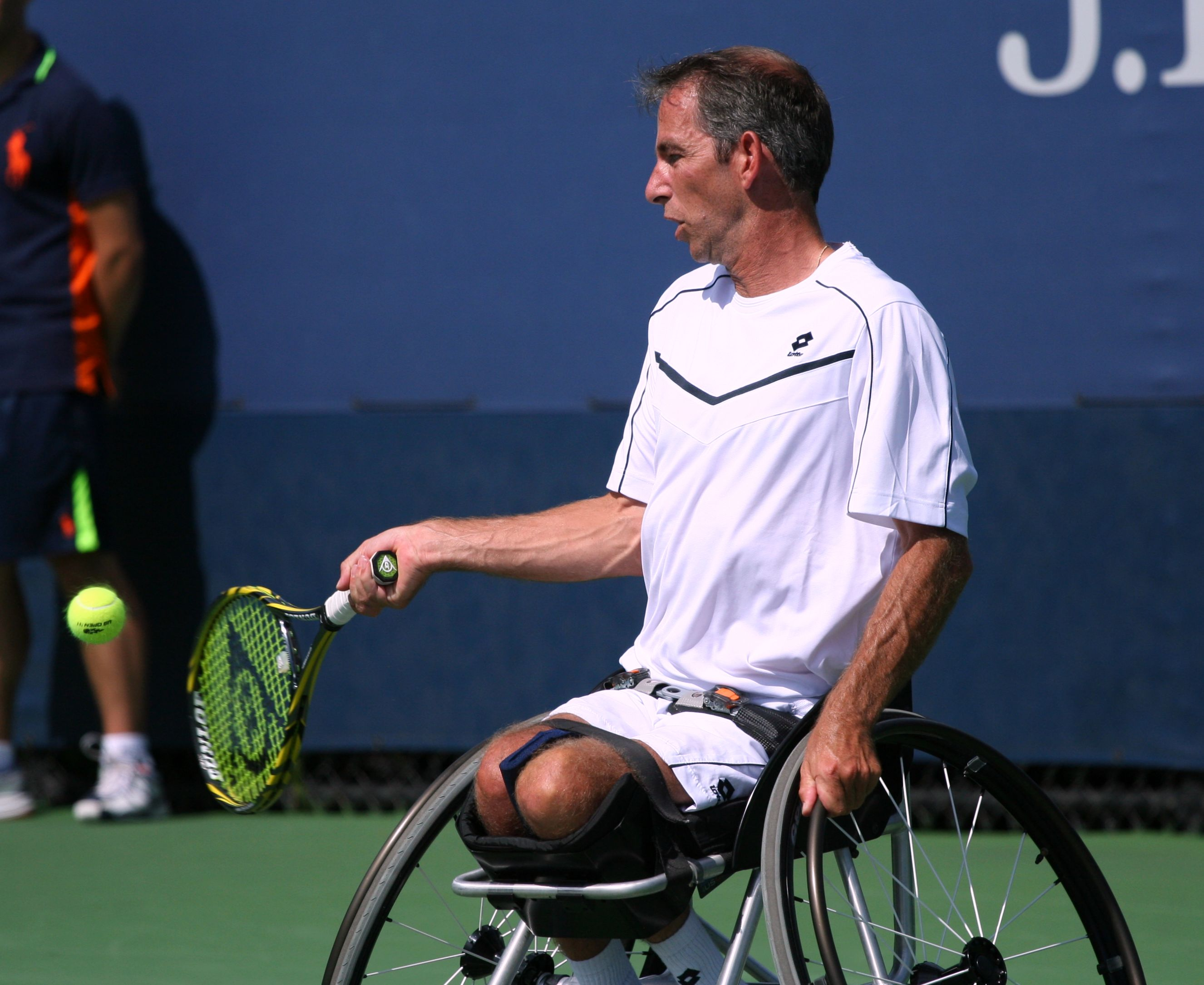
Robin Ammerlaan (* 1968)

- 1968: Robin Ammerlaan, niederländischer Rollstuhltennisspieler
- 1968: Mirko Krajči, slowakischer Komponist und Dirigent
- 1968: Carina Wiese, deutsche Schauspielerin
- 1969: Hendrik Ochel, deutscher Handballspieler
- 1971: Erykah Badu, US-amerikanische Soul-Sängerin
- 1971: Max Martin, schwedischer Produzent und Komponist von Popmusik
- 1972: Dino Cerimagić, bosnisch-herzegowinischer Poolbillardspieler
- 1972: Rita Winkelmann, deutsche Schauspielerin
- 1973: Marshall Faulk, US-amerikanischer American-Football-Spieler
- 1973: ATB, deutscher Musiker
- 1973: Jenny Thompson, US-amerikanische Schwimmerin
- 1973: Ole Gunnar Solskjær, norwegischer Fußballspieler
- 1974: Stefano d’Aste, italienischer Automobilrennfahrer
- 1974: Mikaela Cojuangco-Jaworski, philippinische Springreiterin und Schauspielerin
- 1974: Martin Dulig, deutscher Politiker
- 1974: Martina Zellner, deutsche Biathletin
- 1974: Sébastien Loeb, französischer Rallyefahrer
- 1975: Julia Brendler, deutsche Schauspielerin

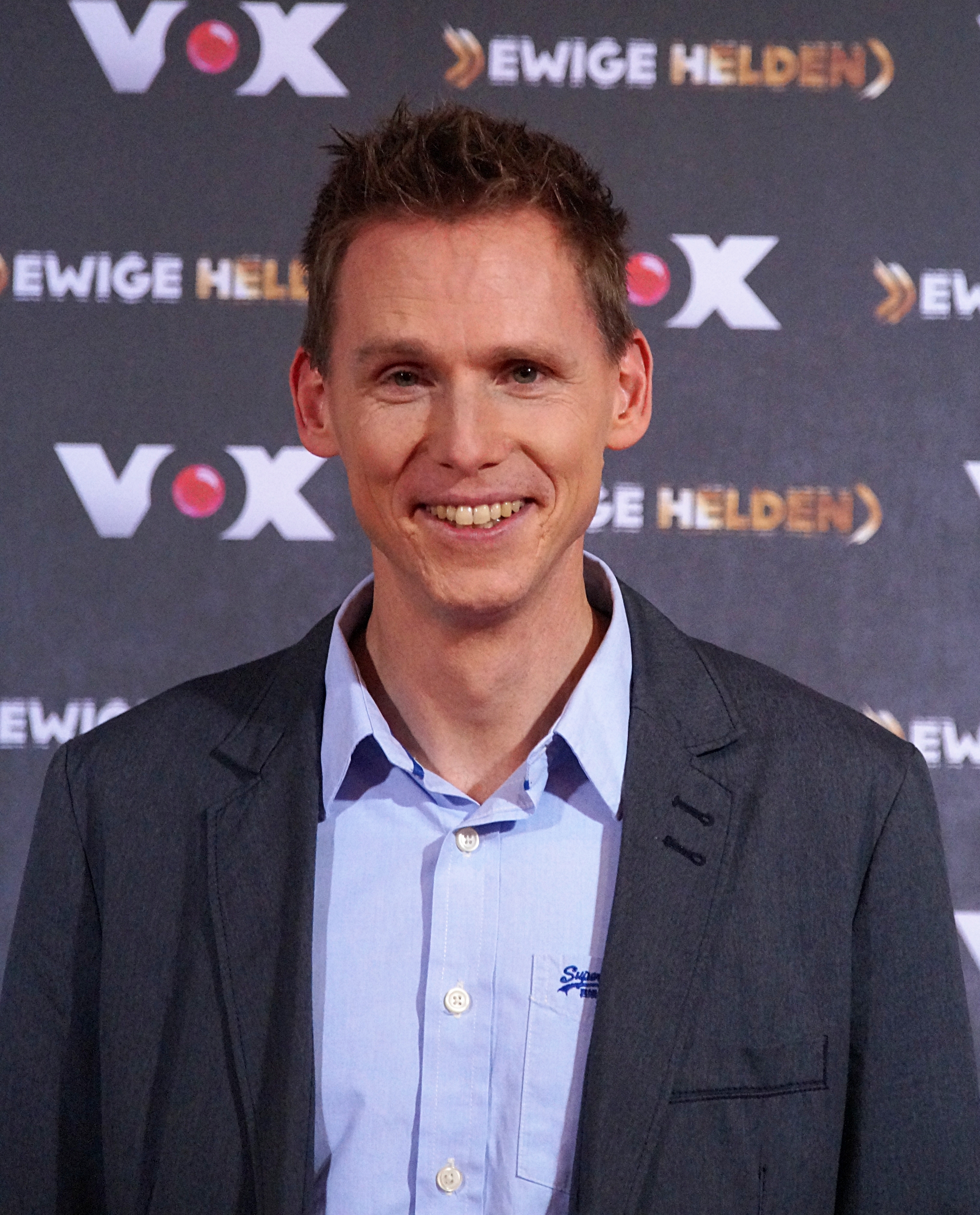
Frank Busemann (* 1975)

- 1975: Frank Busemann, deutscher Leichtathlet
- 1975: Per Johan Axelsson, schwedischer Eishockeyspieler

#### 1976–2000
- 1976: Nalini Anantharaman, französische Mathematikerin
- 1976: Andreas Nauroth, deutscher Fußballspieler
- 1976: Mauro Lustrinelli, Schweizer Fußballspieler
- 1976: Marcel Schelbert, Schweizer Leichtathlet
- 1976: Patrik Siegl, tschechischer Fußballspieler
- 1976: Ulrike Syha, deutsche Dramatikerin
- 1977: Shane Williams, walisischer Rugby-Union-Spieler
- 1978: Tom Beck, deutscher Schauspieler und Sänger
- 1979: Corinne Bailey Rae, britische Soulsängerin
- 1979: Ellenie Salvo González, deutsche Schauspielerin
- 1980: Aree Wiratthaworn, thailändische Gewichtheberin
- 1980: Steve Blake, US-amerikanischer Basketballspieler
- 1981: Märt Avandi, estnischer Schauspieler
- 1981: Edyta Herbuś, polnische Tänzerin und Schauspielerin
- 1982: Emily Aston, britische Schauspielerin
- 1982: Li Na, chinesische Tennisspielerin
- 1983: Erin McLeod, kanadische Fußballtorhüterin
- 1983: Pepe, portugiesischer Fußballspieler
- 1984: Emmanuel Adebayor, togolesischer Fußballspieler
- 1984: Alex De Angelis, san-marinesischer Motorradrennfahrer
- 1985: George David Atherton, britischer Mountainbike-Profi

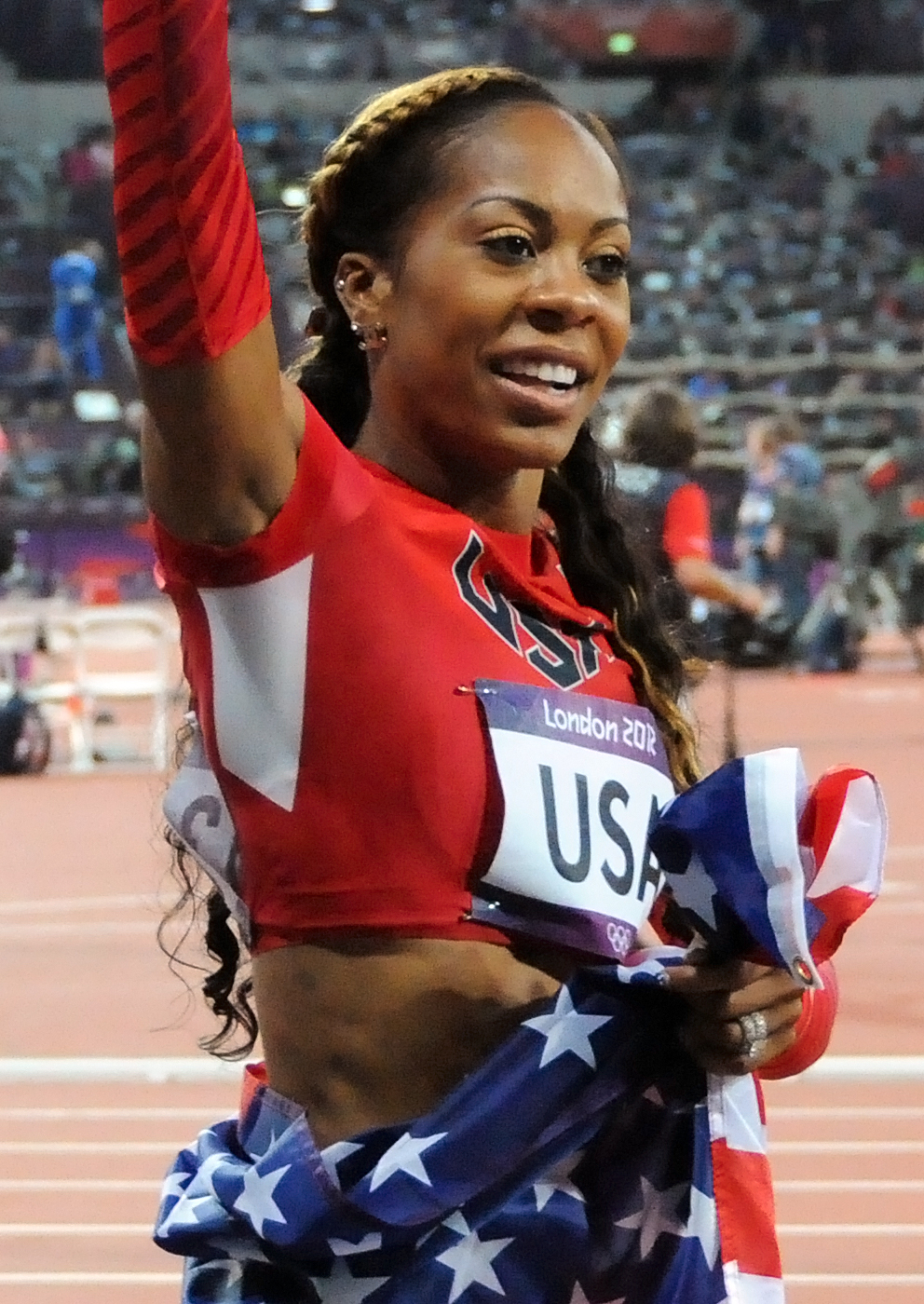
Sanya Richards-Ross (* 1985)

- 1985: Sanya Richards-Ross, US-amerikanische Leichtathletin, Olympiasiegerin
- 1985: Fernando Llorente, spanischer Fußballspieler
- 1986: Pascal Bieler, deutscher Fußballtrainer
- 1986: Paul Grischok, deutsch-polnischer Fußballspieler
- 1986: Patricia Hanebeck, deutsche Fußballspielerin
- 1986: Nacho Monreal, spanischer Fußballspieler
- 1986: Georg Niedermeier, deutscher Fußballspieler
- 1987: Jauhen Abramenka, belarussischer Biathlet
- 1987: Sebastian Albert, deutscher Fußballspieler
- 1987: Juraj Kucka, slowakischer Fußballspieler
- 1987: Johan Plat, niederländischer Fußballspieler
- 1987: Johan Sjöstrand, schwedischer Handballspieler
- 1988: Demetrius Andrade, US-amerikanischer Profiboxer
- 1988: John Armstrong, kanadischer Eishockeyspieler
- 1988: David Krammer, deutscher Handballspieler
- 1988: David Williams, australischer Fußballspieler
- 1989: Sefa Aksoy, türkischer Fußballspieler

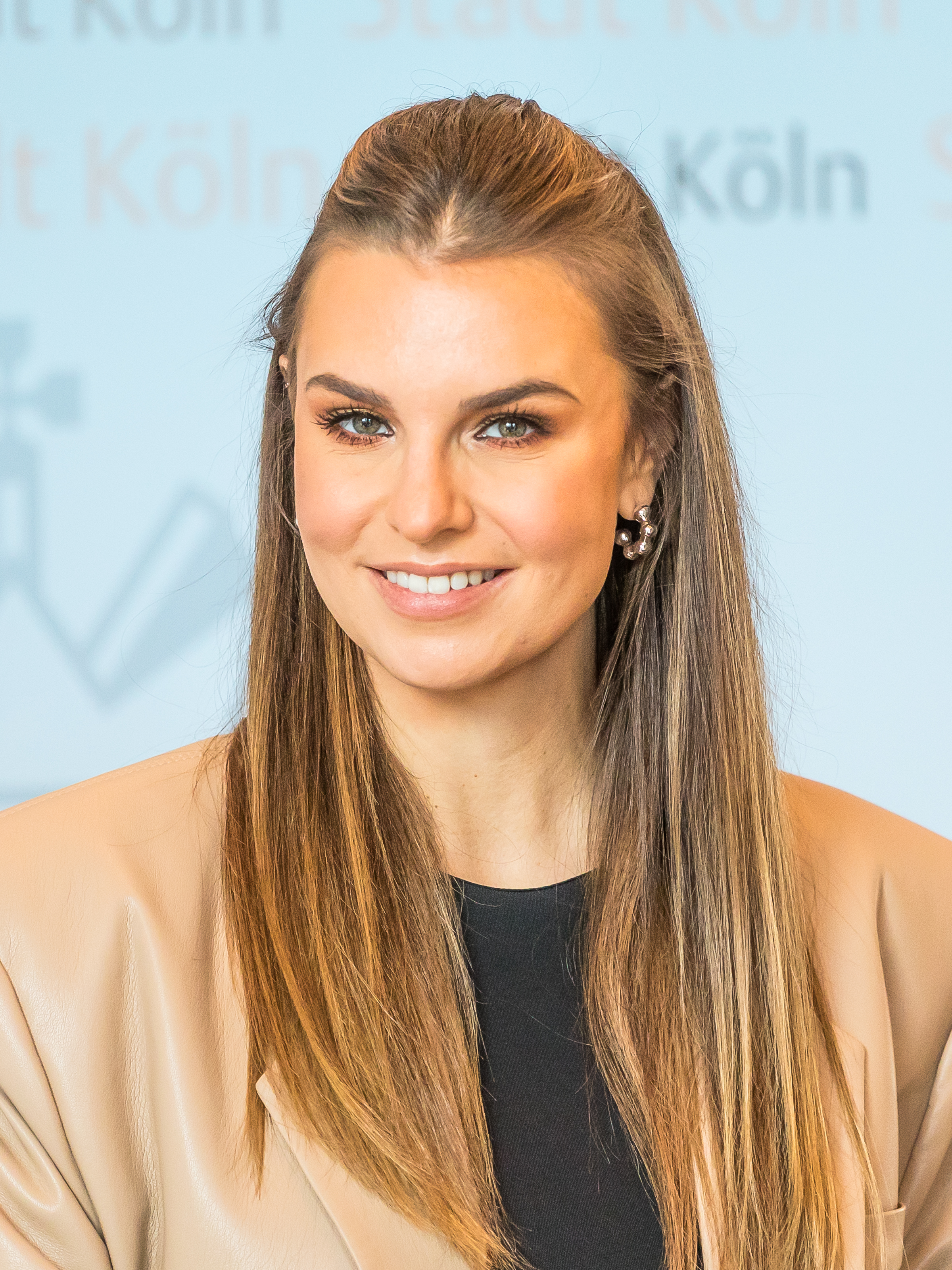
Laura Wontorra (* 1989)

- 1989: Laura Wontorra, deutsche Fernsehmoderatorin
- 1990: Tobias Angerer, österreichischer Naturbahnrodler
- 1990: Alexandra Flood, australische Opernsängerin
- 1991: Calum Butcher, englischer Fußballspieler
- 1991: Wolha Dabryjan, belarussische Billardspielerin
- 1991: Daniel Döringer, deutscher Fußballspieler
- 1991: Amer El-Erwadi, deutscher Schauspieler
- 1991: Rhyan Grant, australischer Fußballspieler
- 1991: Kevin Plawecki, US-amerikanischer Baseballspieler
- 1992: Gege Akutami, japanischer Mangaka
- 1993: Maria Ehrich, deutsche Schauspielerin
- 1994: Jordan King, britischer Rennfahrer
- 1994: Nicola Romanin, italienischer Biathlet
- 1994: Andri Silberschmidt, Schweizer Politiker
- 1995: Griedge Mbock Bathy, französische Fußballspielerin
- 1996: Yan Xingyuan, chinesischer Biathlet
- 1999: Elvira Öberg, schwedische Biathletin
- 2000: Matthew Bergeron, kanadischer American-Football-Spieler
- 2000: Yeat, US-amerikanischer Rapper, Singer-Songwriter und Musikproduzent

### 21. Jahrhundert
- 2002: Amanda Salzgeber, österreichische Skirennfahrerin
- 2003: Jamal Musiala, deutsch-englischer Fußballspieler

## Gestorben

### Vor dem 16. Jahrhundert
- 1011: Liudger, Graf aus dem Geschlecht der Billunger
- 1109: Edigna von Puch, deutsche Einsiedlerin
- 1154: At-Tabrisī, imamitischer Koranexeget
- 1154: Roger II., Graf und König von Sizilien und Kalabrien
- 1266: Manfred, König von Sizilien
- 1289: Primislaus I., Herzog von Sprottau und Steinau
- 1329: Oschin von Korykos, Regent des Armenischen Königreichs von Kilikien
- 1352: Henry Percy, 2. Baron Percy, englischer Magnat und Militär
- 1360: Roger Mortimer, englischer Adeliger
- 1361: Wilhelm I., Graf von Jülich
- 1438: Hermann von Gnas, Bischof von Lavant und Gegenbischof von Gurk
- 1440: Friedrich III. von Aufseß, Fürstbischof von Bamberg
- 1495: Siegmund von Brandenburg-Kulmbach, Markgraf von Brandenburg-Kulmbach

### 16. bis 18. Jahrhundert
- 1520: Dietrich von Plieningen, deutscher Adeliger, Jurist und Humanist
- 1538: Ursula von Rosenfeld, Markgräfin von Baden
- 1539: Friedrich, Erbprinz von Sachsen
- 1548: Lorenzino de’ Medici, italienischer Schriftsteller
- 1556: Friedrich II., Kurfürst von der Pfalz
- 1561: Jorge de Montemayor, portugiesischer Sänger, Übersetzer und Dichter

Erik XIV. († 1577)

- 1577: Erik XIV., König von Schweden
- 1580: Hieronymus Lüneburg, Lübecker Bürgermeister
- 1587: Magdalena zur Lippe, Landgräfin von Hessen-Darmstadt
- 1603: Maria von Spanien, Kaiserin des Heiligen Römischen Reiches
- 1622: Eberhard Schenk von Limpurg-Speckfeld, Herr zu Speckfeld und Gründer der neuen Linie Limpurg-Speckfeld
- 1625: Anna Wasa, schwedische Prinzessin
- 1630: William Brade, dänischer Komponist
- 1632: Cesare II. Gonzaga, Herzog von Guastalla und Herzog von Amalfi
- 1652: David Kindt, deutscher Maler
- 1664: Anna Sylvia Caretto, Ehefrau des Markgrafen Leopold Wilhelm von Baden
- 1671: David Gloxin, Lübecker Bürgermeister
- 1703: Christian Hirschmentzl, böhmischer Mönch und Schriftsteller
- 1704: Kandidus Pfister, Abt des Zisterzienserklosters in Ebrach
- 1710: Thomas de Choisy, französischer Offizier und Ingenieur sowie Gouverneur von Saarlouis
- 1723: Thomas d’Urfey, englischer Autor
- 1726: Maximilian II. Emanuel, Kurfürst von Bayern
- 1732: Giacomo Serpotta, sizilianischer Bildhauer
- 1733: Johann Adam Birckenstock, deutscher Violinist und Komponist
- 1734: Marianna Benti Bulgarelli, gen. La Romanina, italienische Opernsängerin
- 1742: Charles Hope, 1. Earl of Hopetoun, schottischer Adeliger
- 1763: Friedrich, Markgraf von Brandenburg-Bayreuth

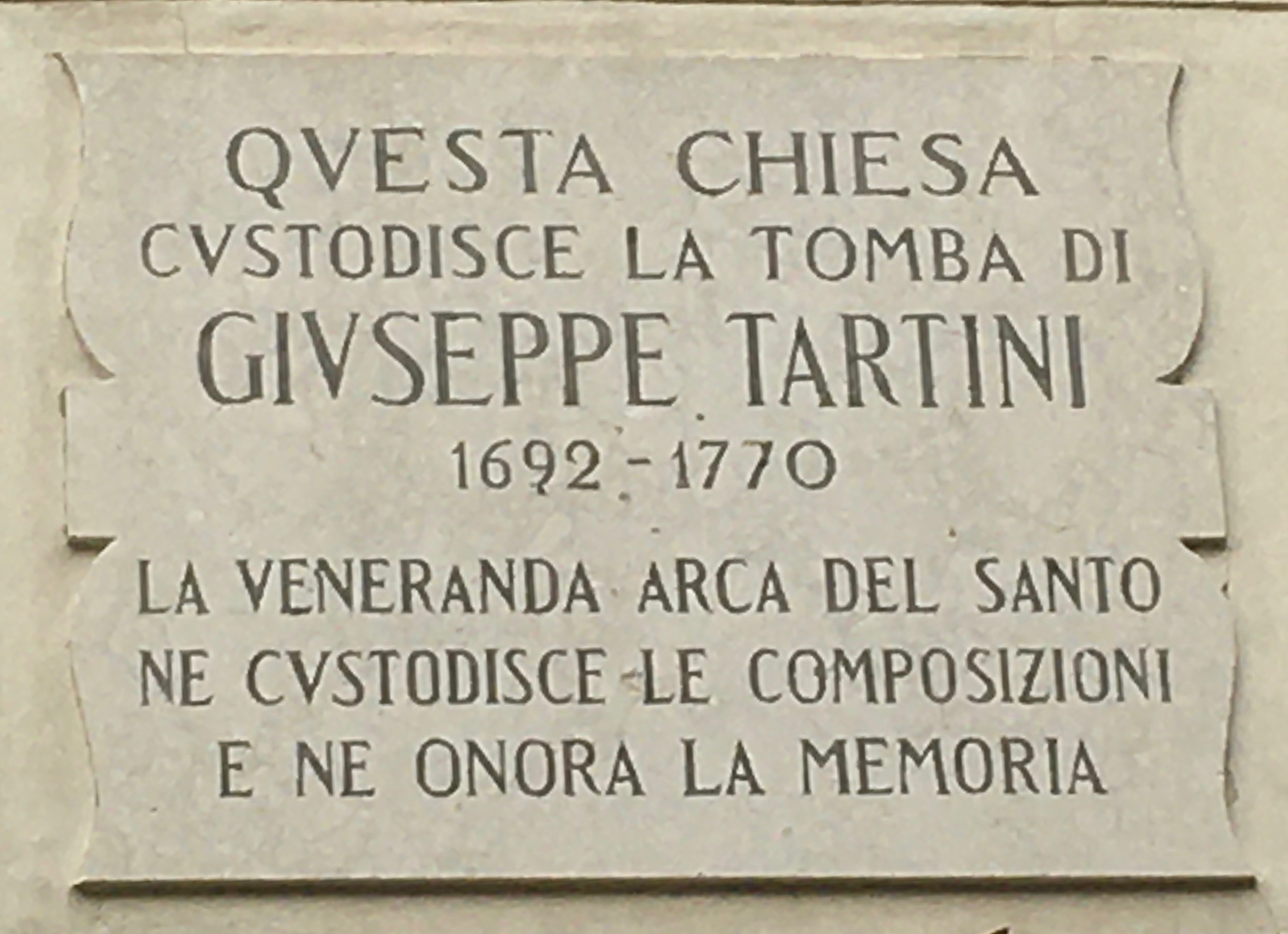
Gedenktafel Giuseppe Tartini († 1770)

- 1770: Giuseppe Tartini, italienischer Violinist und Komponist
- 1784: Friedrich Adam Widder, deutscher Mathematiker
- 1789: August Siegfried von Goué, deutscher Schriftsteller und Freimaurer
- 1795: Christian Friedrich Nürnberger, deutscher Mediziner und Botaniker
- 1797: William Cadogan, englischer Arzt

### 19. Jahrhundert
- 1811: Mateo de Toro Zambrano y Ureta, spanischer Gouverneur von Chile und Präsident der Ersten Regierungsjunta Chiles

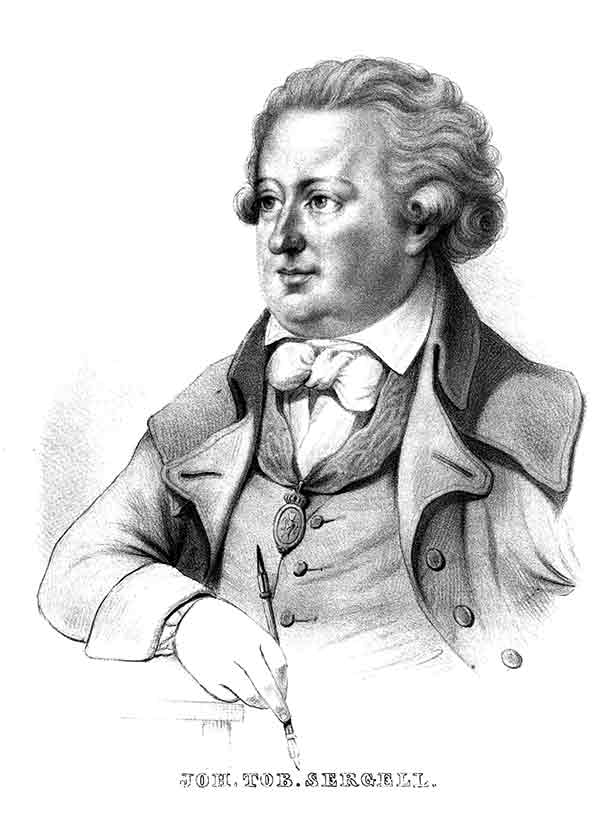
Johan Tobias Sergel († 1814)

- 1814: Johan Tobias Sergel, schwedischer Bildhauer und Zeichner
- 1815: Friedrich Josias von Sachsen-Coburg-Saalfeld, österreichisch-kaiserlicher General und Feldmarschall
- 1821: Joseph de Maistre, savoyischer Staatsmann, Schriftsteller und politischer Philosoph
- 1821: Gottlob Heinrich Schulz, deutscher Jurist und Bürgermeister
- 1827: Cécile Stanislas Xavier de Girardin, französischer Politiker
- 1829: Friedrich Schamberger, deutscher Jurist
- 1829: Johann Heinrich Wilhelm Tischbein, deutscher Maler
- 1830: Joseph-Denis Odevaere, flämischer Maler
- 1832ː Henriette von Crayen, deutsche Salonière
- 1834: Alois Senefelder, österreichischer Schauspieler und Theaterschriftsteller, Erfinder der Lithographie
- 1838: Hermann von Fels, Schweizer Kaufmann und Politiker
- 1843: Tommaso Rima, Schweizer Militärarzt
- 1845: Domenico Gilardi, Schweizer Architekt des Neoklassizismus in Moskau
- 1849: Mariano Rivera Paz, Präsident von Guatemala
- 1855: Emil Ernst Gottfried von Herder, königlicher bayerischer Forst- und Regierungsrat
- 1857: Ole Andreas Lindeman, norwegischer Komponist und Organist
- 1859: Ferdinand Schubert, österreichischer Komponist
- 1861: Jacob Best, deutscher Unternehmer und Brauer
- 1869: Emil André, deutscher Forstmann
- 1869: Asaf Jah V., Fürst von Hyderabad
- 1872: Friedrich Bernet, Schweizer Jurist, Redakteur und Politiker
- 1872: Harry Maitey, erster Hawaiier in Preußen

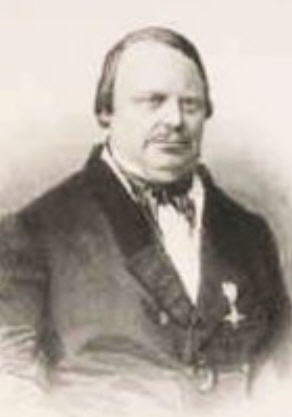
George Hesekiel († 1874)

- 1874: George Hesekiel, deutscher Journalist und Schriftsteller
- 1878: Alexandre Antigna, französischer Maler
- 1878: Angelo Secchi, italienischer Astronom und Jesuitenpater
- 1879: Franz Leopold Sonnenschein, deutscher Chemiker
- 1879: Otto Blau, deutscher Orientalist
- 1880: Franziska Möllinger, Schweizer Daguerreotypistin
- 1882: Moritz Daniel Oppenheim, deutscher Porträt- und Historienmaler
- 1884: Emanuel Félix de Wimpffen, französischer General
- 1884: Johann Daniel Eschenburg, Senator der Freien und Hansestadt Lübeck
- 1884: Auguste Zabel, Stifterin in Gera
- 1887: Anandi Gopal Joshi, indische Ärztin
- 1889: Karl Juljewitsch Dawidow, russischer Komponist und Dirigent
- 1890: Wilhelm Gail, deutscher Architekturmaler

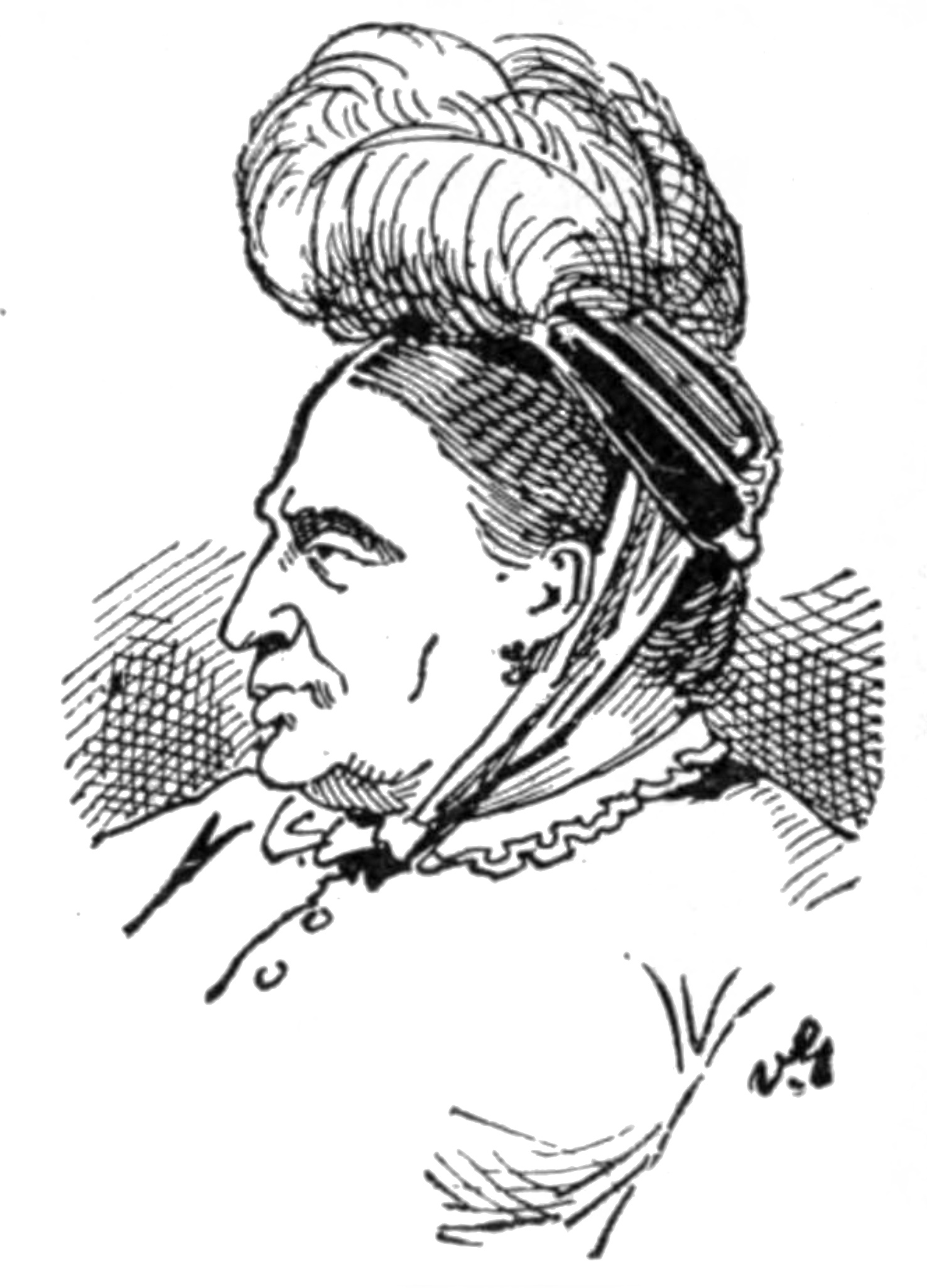
Fredericka Mandelbaum († 1894)

- 1894: Fredericka Mandelbaum, US-amerikanische Hehlerin und Gangsterchefin deutscher Herkunft
- 1900: Leopold Grützmacher, deutscher Cellist und Komponist

### 20. Jahrhundert

#### 1901–1950
- 1901: Lucyna Ćwierczakiewiczowa, polnische Schriftstellerin und Kochbuchautorin
- 1901: Léonce Cohen, französischer Komponist
- 1902: George Washington Anderson, US-amerikanischer Politiker
- 1902: Baptista de Andrade, portugiesischer Admiral

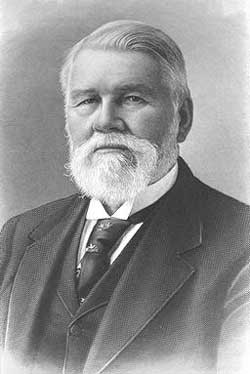
Richard Jordan Gatling († 1903)

- 1903: Richard Jordan Gatling, US-amerikanischer Erfinder im Maschinenbau und Waffentechnik
- 1906: Tomaso Benvenuti, italienischer Komponist
- 1907: Hodgson Pratt, britischer Pazifist
- 1908: August Ritter, deutscher Professor für Mechanik und Astrophysiker
- 1909: Caran d’Ache, französischer Karikaturist und humoristischer Zeichner
- 1909: Hermann Ebbinghaus, deutscher Psychologe
- 1910: Henri d’Arbois de Jubainville, französischer Keltologe und Historiker
- 1911: Ludwig Gottsleben, österreichischer Schauspieler und Schriftsteller
- 1913: Felix Draeseke, deutscher Komponist und Musikpädagoge
- 1919: Alwin Weber, Schweizer Industrieller und Politiker
- 1920: Carl Alexander von Martius, deutscher Chemiker
- 1921: Carl Menger, österreichischer Ökonom
- 1926: Peter Erasmus Lange-Müller, dänischer Komponist
- 1926: Fredrik Pijper, niederländischer reformierter Theologe und Kirchenhistoriker
- 1927: Hermann Obrist, deutscher Bildhauer und Mitbegründer des Jugendstils
- 1928: Johannes Chrząszcz, schlesischer Priester
- 1930: Ahmed Rızâ, osmanischer Politiker
- 1930: Rafael Merry del Val, spanisch-britischer Kardinal

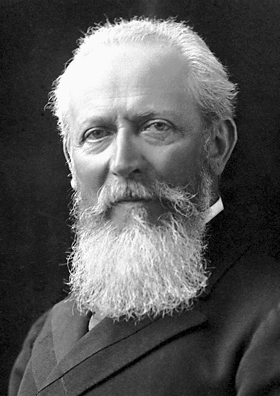
Otto Wallach († 1931)

- 1931: Otto Wallach, deutscher Chemiker und Nobelpreisträger
- 1932: Wilhelm Brambach, deutscher klassischer Philologe, Musikhistoriker und Bibliothekar
- 1933: Spottiswoode Aitken, britisch-amerikanischer Schauspieler
- 1933: Felix Auerbach, deutscher Physiker
- 1933: Thomas Watt Gregory, US-amerikanischer Politiker
- 1933: Traugott Leuckart von Weißdorf, sächsischer General der Kavallerie
- 1934: Kârale Andreassen, grönländischer Künstler und Katechet
- 1935: John Victor Bergquist, US-amerikanischer Komponist und Organist
- 1936: Takahashi Korekiyo, japanischer Politiker und Premierminister
- 1936: Antonio Scotti, italienischer Sänger (Bariton)
- 1937ː Hedwig Rumpelt, deutsche Architekturmalerin, Gründungsmitglied der Gruppe Dresdner Künstlerinnen
- 1938: Wilford Bacon Hoggatt, US-amerikanischer Politiker
- 1939: Gebhard Fugel, deutscher Maler
- 1940: Michael Hainisch, österreichischer Politiker und Bundespräsident
- 1940: Nicolae Tonitza, rumänischer Maler
- 1942: Tommaso Pio Boggiani, italienischer Kardinal und Erzbischof von Genua
- 1942: Therese Paris, deutsche Autorin
- 1943: Theodor Eicke, deutscher Nationalsozialist
- 1944ː Gertrud Hanna, deutsche Gewerkschafterin und Politikerin (SPD)
- 1945: József Balassa, ungarischer Philologe
- 1945: Max Geißler, deutscher Redakteur und Schriftsteller, Literaturwissenschaftler
- 1945: Louis Ziercke, deutscher Maler und Grafiker
- 1947: Walter Adam, österreichischer Journalist und Politiker
- 1947: Heinrich Häberlin, Schweizer Politiker und Bundesrat
- 1948: Marion Ashmore, US-amerikanischer American-Football-Spieler
- 1948: Elise Kosegarten, deutsche Malerin

#### 1951–2000
- 1952: Theodoros Pangalos, General und Politiker in Griechenland
- 1953: Elisabeth Kuyper, niederländisch-deutsche Komponistin und Dirigentin
- 1955: Amajak Kobulow, sowjetischer Militär und Politiker
- 1956: Rudolf Kanzler, deutscher Vermessungsingenieur und Politiker

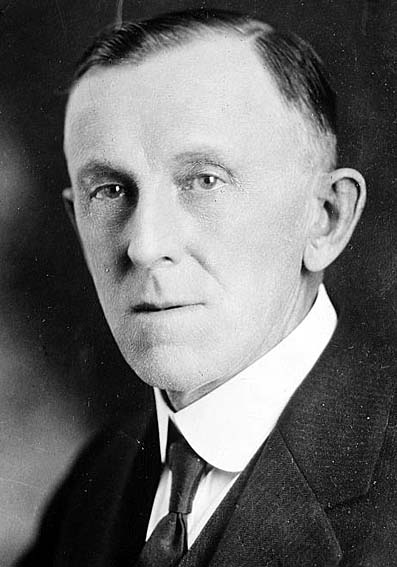
William J. Bulow († 1960)

- 1960: William J. Bulow, US-amerikanischer Politiker
- 1961: William Cohn, deutsch-britischer Kunsthistoriker und Sinologe
- 1961: Mohammed V., Sultan und erster König von Marokko
- 1961: Karl Albiker, deutscher Bildhauer und Schüler von Auguste Rodin
- 1962: Carl Ehrenberg, deutscher Komponist
- 1964: Homer Martin Adkins, US-amerikanischer Politiker
- 1965: George Adamski, US-amerikanischer Science-Fiction-Schriftsteller und Ufologe
- 1965: Kurt Johnen, deutscher Pianist, Musikpädagoge und Musikschriftsteller
- 1966: Gino Severini, italienischer Maler
- 1967: Max Taut, deutscher Architekt
- 1968: Friedrich Wilhelm Heinz, deutscher Journalist, Schriftsteller und Nachrichtendienstoffizier
- 1969: Wladimir Eliasberg, deutscher Psychiater
- 1969: Levi Eschkol, israelischer Politiker und Ministerpräsident

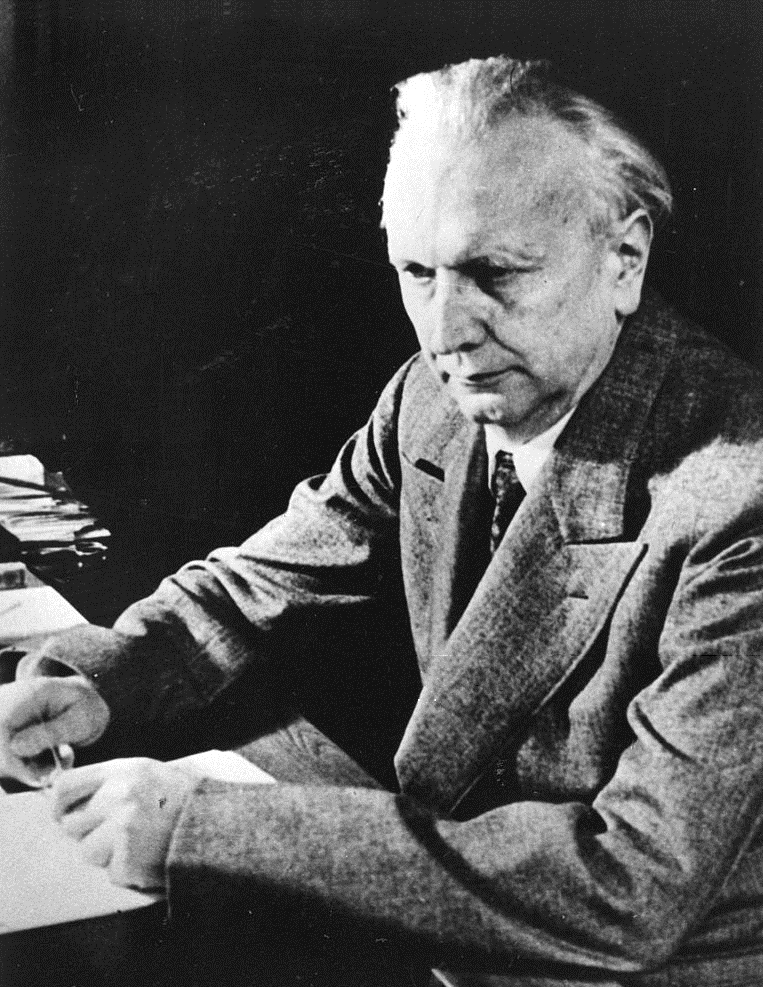
Karl Jaspers († 1969)

- 1969: Karl Jaspers, deutsch-schweizerischer Psychiater und Philosoph
- 1969: Theo Kellner, deutscher Maler und Architekt
- 1969: Josef Ivar Müller, Schweizer Komponist
- 1970: Ethel Leginska, britische Pianistin, Dirigentin und Komponistin
- 1970: Otto Schniewind, deutscher Beamter, Ministerialdirektor im Reichsministerium für Wirtschaft und Direktor der Kreditanstalt für Wiederaufbau
- 1971: Josef Berg, tschechischer Komponist
- 1971: Fernandel, französischer Sänger und Schauspieler (Don Camillo)
- 1971: The Svedberg, schwedischer Chemiker, Nobelpreisträger
- 1972: Margarete Tietz, deutsch-amerikanische Sozialfürsorgerin, Mäzenatin und Pädagogin
- 1974: Hendrika Johanna van Leeuwen, niederländische Physikerin
- 1975: Elmire Koref, österreichische Schauspielerin
- 1976: Efrem Forni, italienischer Geistlicher, vatikanischer Diplomat
- 1976: Peter Hamel, deutscher Regisseur
- 1978: Maria Bach, österreichische Pianistin, Violinistin, Komponistin und bildende Künstlerin
- 1980: Hobart Baumann Amstutz, US-amerikanischer Theologe und Bischof
- 1980: Anthony John Arkell, britischer Ägyptologe
- 1981: Howard Hanson, US-amerikanischer Pianist und Komponist

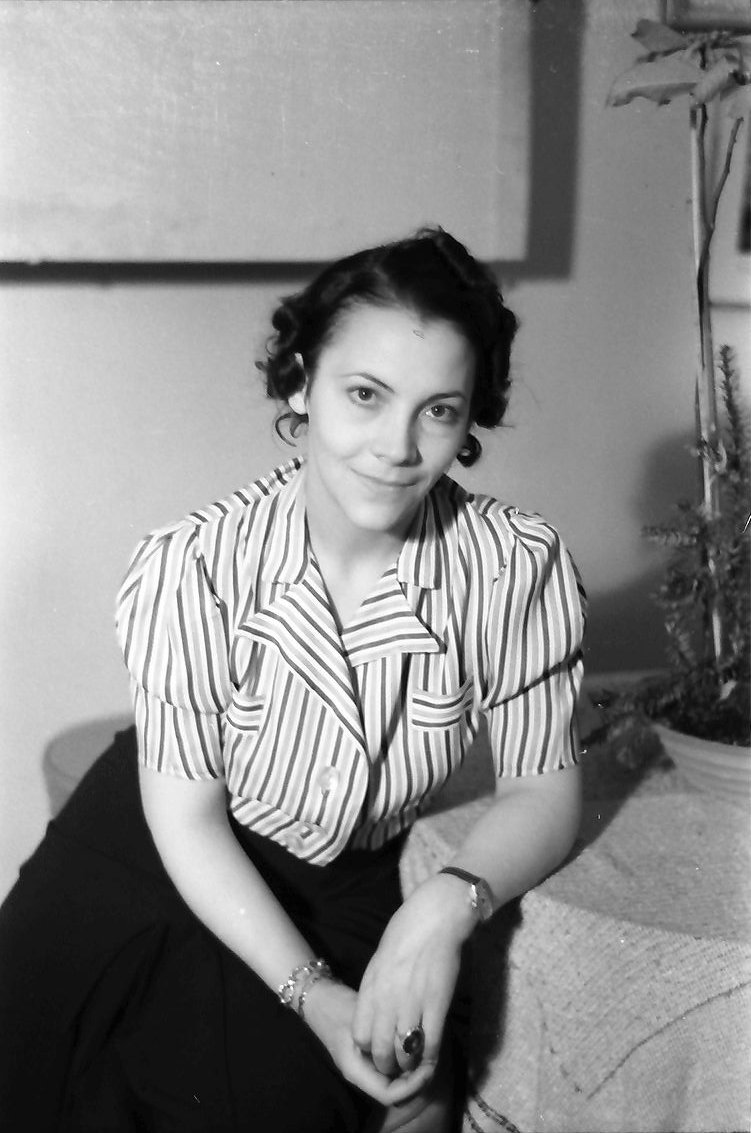
Tatjana Sais († 1981)

- 1981: Tatjana Sais, deutsche Schauspielerin und Kabarettistin
- 1984: Konstantin Fjodorowitsch Dankewitsch, ukrainischer Komponist, Pianist, Dirigent und Hochschullehrer
- 1985: Gerd Böttcher, deutscher Schlagersänger und Schauspieler
- 1985: Tjalling C. Koopmans, US-amerikanischer Ökonom
- 1986: Wolfgang Hedler, deutscher Politiker
- 1986: Katharina Kanthack, deutsche Philosophin und Schriftstellerin
- 1987: Knut Frydenlund, norwegischer Diplomat und Politiker
- 1989: Roy Eldridge, US-amerikanischer Jazztrompeter
- 1989: Hans Klüver, deutscher Schachspieler und Schachkomponist
- 1989: Mouloud Mammeri, algerisch-kabylischer Schriftsteller, Anthropologe und Sprachwissenschaftler
- 1989: Jupp Schlaf, deutscher Tischtennisfunktionär und -spieler
- 1991: Slim Gaillard, US-amerikanischer Jazz-Sänger
- 1991: Günther Neutze, deutscher Schauspieler
- 1991: Josef Schoiswohl, österreichischer Bischof
- 1993: Katharina de Bruyn, deutsche Volksschauspielerin
- 1993: Beaumont Newhall, US-amerikanischer Autor, Fotohistoriker und Kurator
- 1994: Leopold Kohr, österreichischer Philosoph, Träger des alternativen Nobelpreises
- 1995: Jack Clayton, britischer Filmregisseur
- 1995: Willie Johnson, US-amerikanischer Blues-Musiker
- 1996: Mieczysław Weinberg, russischer Komponist
- 1997: Giuseppe Bertone, italienischer Automobildesigner und -konstrukteur
- 1998: James Algar, US-amerikanischer Trickfilmzeichner und Dokumentarfilmregisseur
- 1998: Theodore W. Schultz, US-amerikanischer Ökonom, Nobelpreisträger
- 1998: Vico Torriani, Schweizer Schlagersänger, Schauspieler, Showmaster und Kochbuchautor
- 1999: Michael Angelo Avallone Jr., US-amerikanischer Schriftsteller
- 1999: Annibale Frossi, italienischer Fußballspieler und -trainer
- 1999: Robert Martin-Achard, Schweizer evangelischer Geistlicher und Hochschullehrer
- 2000: Franz Fuchs, österreichischer Briefbombenattentäter
- 2000: Andrzej Hiolski, polnischer Sänger

### 21. Jahrhundert
- 2001: Georg Brauer, deutscher Chemiker

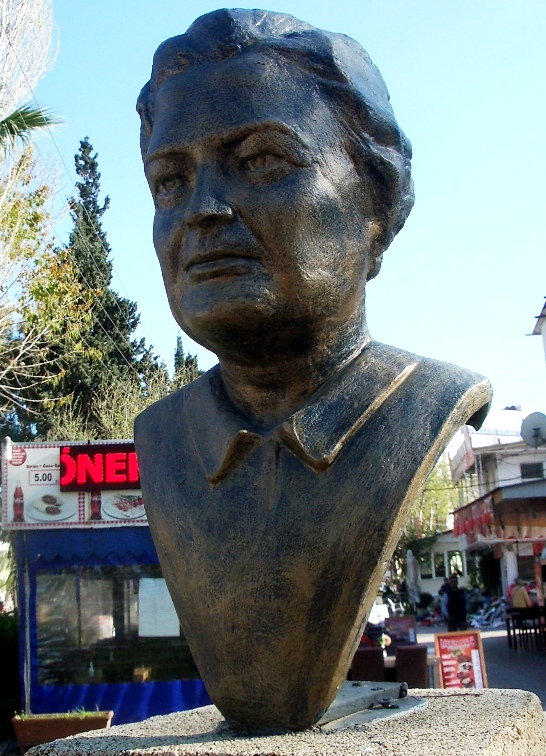
Jale İnan († 2001)

- 2001: Jale İnan, türkische Archäologin
- 2001: Duke Nalon, US-amerikanischer Autorennfahrer
- 2001: Hans Straden, deutscher Brigadegeneral
- 2001: Arturo Uslar Pietri, venezolanischer Schriftsteller, Diplomat und Politiker
- 2002: Helen Megaw, irische Kristallographin
- 2002: Hans Bernhard Meyer, deutscher Theologe
- 2003: Christian Goethals, belgischer Autorennfahrer
- 2003: Willy Kralik, österreichischer Fernsehmoderator
- 2003: Othar Turner, US-amerikanischer Fife-Musiker

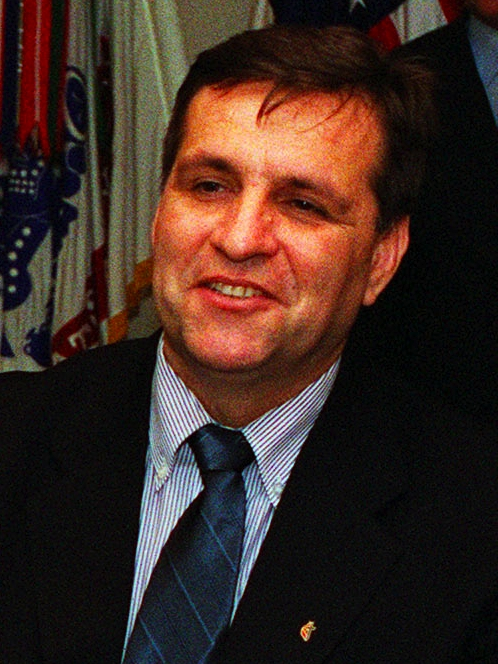
Boris Trajkovski († 2004)

- 2004: Boris Trajkovski, mazedonischer Politiker
- 2005ː Denise Berthoud, Schweizer Juristin und Frauenrechtlerin
- 2005: Henry Grunwald, US-amerikanischer Journalist
- 2005: Jef Raskin, US-amerikanischer Informatiker
- 2006: Paul Dissemond, deutscher Priester und Generalsekretär der Berliner Bischofskonferenz
- 2006: Ilja Simin, russischer Journalist
- 2007: Günter Ashauer, Leiter der Deutschen Sparkassenakademie
- 2007: Roberto Luiz Assumpção de Araújo, brasilianischer Diplomat
- 2008: Buddy Miles, US-amerikanischer Schlagzeuger
- 2008: Bodil Udsen, dänische Schauspielerin
- 2009: Ruth Drexel, deutsche Schauspielerin
- 2009: Robert Jasper Grootveld, niederländischer Erfinder, Happeningkünstler
- 2010: David Bankier, israelischer Historiker
- 2010: Nujabes, japanischer Hip-Hop-Produzent
- 2011: Hendrik Apetz, deutscher Unternehmer

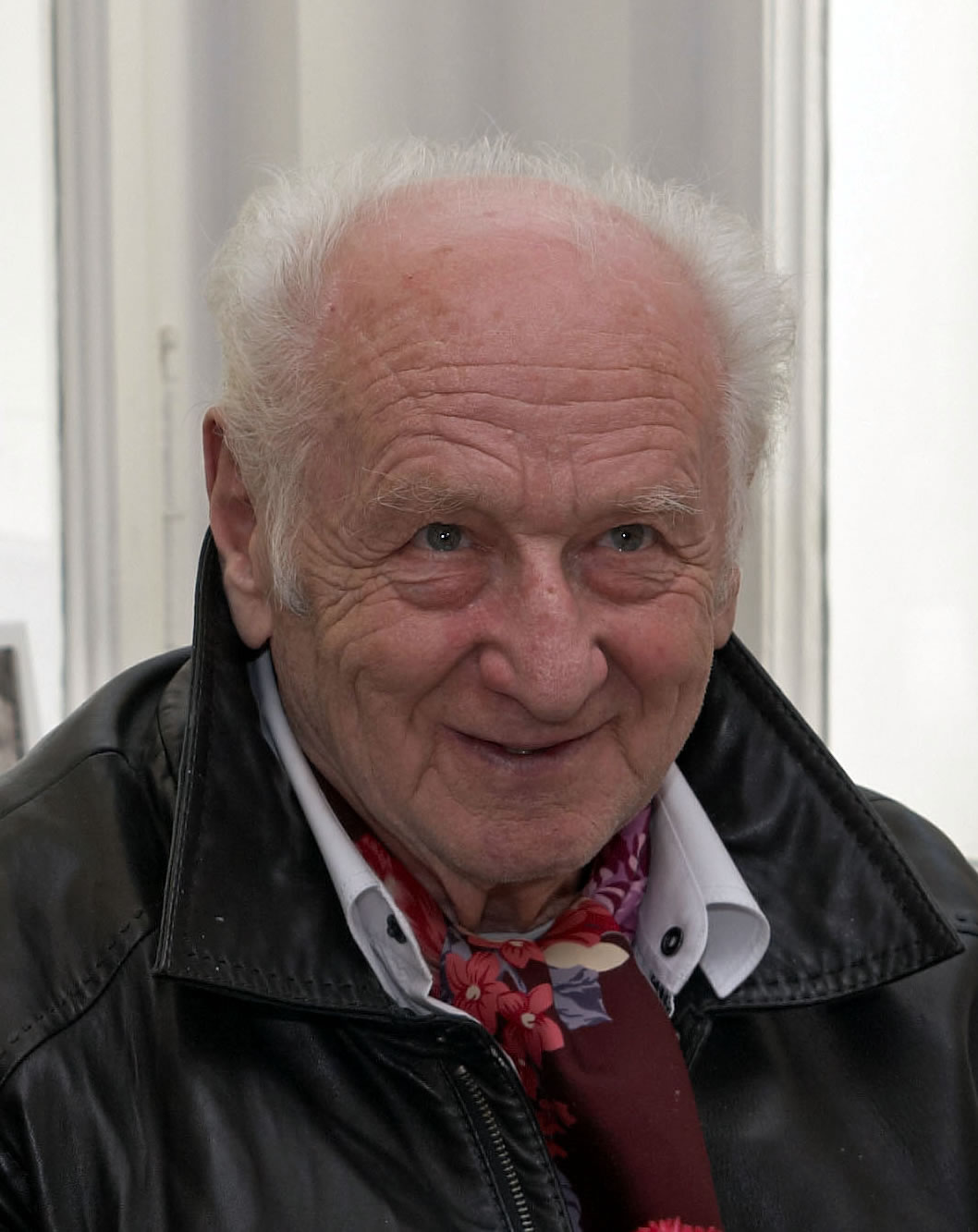
Arnošt Lustig († 2011)

- 2011: Arnošt Lustig, tschechischer Schriftsteller und Publizist
- 2012: Hazy Osterwald, Schweizer Musiker, Sänger und Orchesterleiter
- 2013: Marie-Claire Alain, französische Organistin und Musikpädagogin
- 2013: Stéphane Hessel, französischer Diplomat und Autor
- 2015: Ralf Paulsen, deutscher Sänger
- 2015: Fritz J. Raddatz, deutscher Feuilletonist und Essayist, Biograf und Schriftsteller
- 2016: Karl Dedecius, deutscher Schriftsteller und Übersetzer slawischer Literatur
- 2016: Stefan Lisewski, deutscher Schauspieler
- 2017: Ludwig Dmitrijewitsch Faddejew, sowjetischer bzw. russischer Physiker und Mathematiker
- 2017: Eugene Garfield, US-amerikanischer Informationswissenschaftler
- 2018: Rolf Bauerdick, deutscher Fotograf und Autor
- 2018: Mies Bouwman, niederländische Fernsehmoderatorin

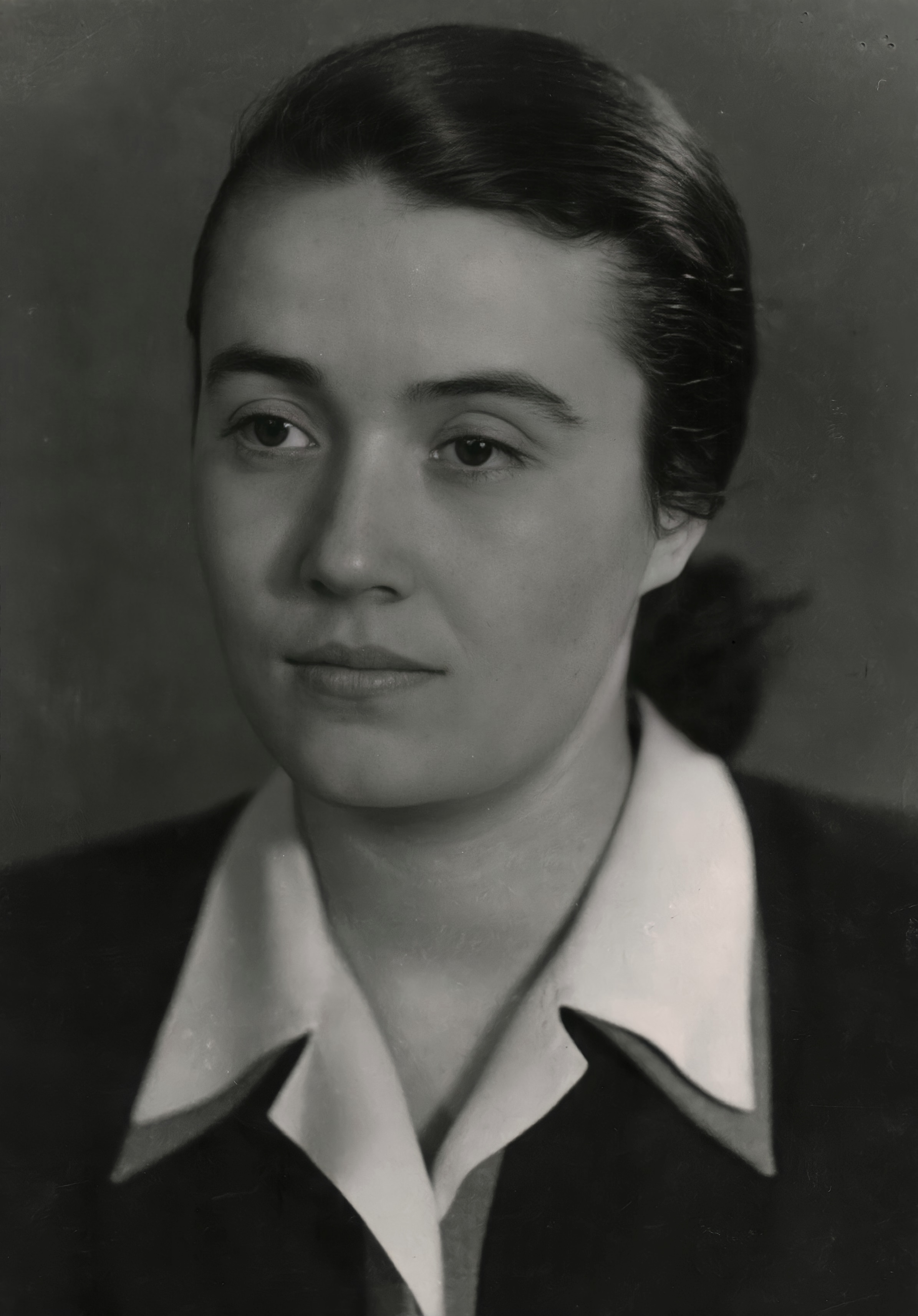
Nexhmije Hoxha († 2020)

- 2020: Nexhmije Hoxha, albanische Politikerin
- 2021: Ladislava Bakanic, US-amerikanische Turnerin
- 2021: Rosmarie Bleuer, Schweizer Skirennfahrerin
- 2021: Martin Brauer, deutscher Schauspieler
- 2021: Horacio Morales, argentinischer Fußballspieler
- 2021: Michael Somare, papua-neuguineischer Politiker
- 2022: Jean-Luc Cairon, französischer Turner
- 2022: Michail Goleminow, bulgarischer Komponist
- 2022: Luboš Lom, tschechischer Radrennfahrer
- 2022: Kevin Neufeld, kanadischer Ruderer
- 2023: Helmut Forsthoff, deutscher Jazzsaxophonist
- 2023: Bob Richards, US-amerikanischer Leichtathlet
- 2024: Ursula Ehler, deutsche Drehbuchautorin und Regieassistentin
- 2024: Gabriele Just, deutsche Schachspielerin
- 2024: Gunda Schneider-Flume, deutsche evangelische Theologin, Hochschullehrerin

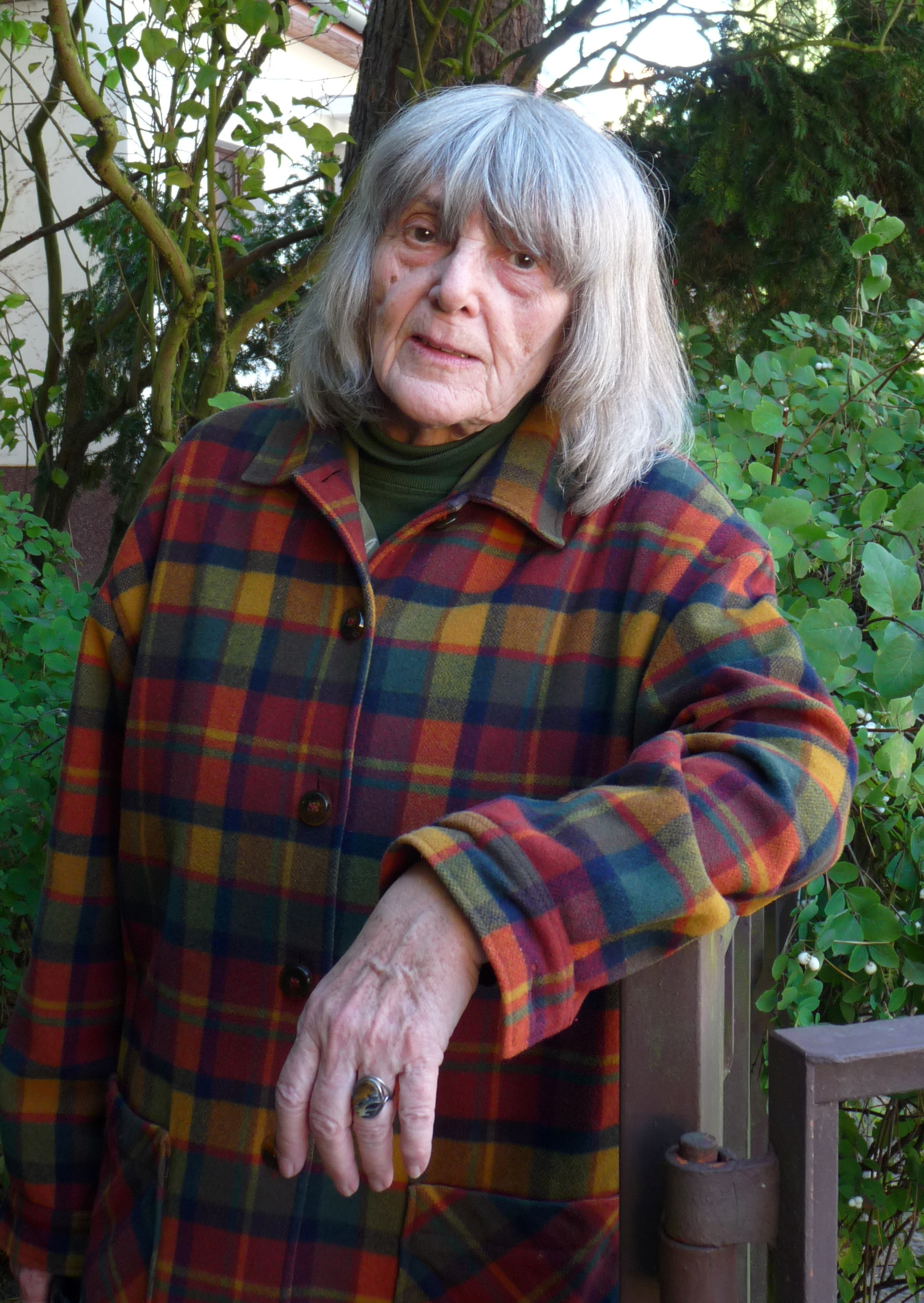
Ruth Wolf-Rehfeldt († 2024)

- 2024: Ruth Wolf-Rehfeldt, deutsche Künstlerin in den Bereichen Visuelle Poesie und Mail Art
- 2025ː Monika Lundi, deutsche Schauspielerin
- 2025: Albrecht Rychen, Schweizer Politiker
- 2025: Michelle Trachtenberg, US-amerikanische Schauspielerin

## Feier- und Gedenktage
- Kirchliche Gedenktage
  - Hl. Alexander von Alexandria, römischer Theologe, Bischof und Patriarch (katholisch, orthodox)
  - Mechthild von Magdeburg, deutsche Begine und Mystikerin (evangelisch)

- Namenstage
  - Alexander, Ludger, Mechthild

Weitere Einträge enthält die Liste von Gedenk- und Aktionstagen.